# تاريخ إسلامي
يمتد التاريخ الإسلامي على فترة زمنية طويلة تغطي معظم العصور الوسيطة على مساحة جغرافية واسعة تمتد من حدود الصين في آسيا إلى غرب آسيا وشمال أفريقيا وصولا إلى الأندلس. ويمكن اعتبار التاريخ الإسلامي يمتد منذ بداية الدعوة الإسلامية بعد نزول الوحي في شبه الجزيرة العربية على النبي محمد بن عبد الله بمكة ثم تأسيس الدولة الإسلامية بالمدينة المنورة مرورا بالدولة الأموية في دمشق التي امتدت من حدود الصين حتى جبال البرانس شمال الأندلس ثم الدولة العباسية، بما تضمنته هذه الدول الإسلامية من إمارات وسلطنات ودول مثل السلاجقة والبويهيين وفي المغرب الأدارسة والمرابطون ثم الموحدون وفي بلاد الشام الحمدانيون والزنكيون وغيرهم، أخيرا في مصر الفاطميون وفي الشام ومصر مثل - الأيوبيون والمماليك ثم سيطرة الدولة العثمانية التي تعدّ آخر الإمبراطوريات التي كانت تحكم باسم الإسلام على امتداد رقعة جغرافية واسعة، وكانت تلك الإمبراطوريات التي ذكرت قد حكمت رقع واسعة من البلاد غير العربية، فوصلوا إلى بلاد ما وراء النهر شرقا وفرنسا وإسبانيا غربا.

## أهمية التاريخ الإسلامي
الأمم لا يمكن أن تنهض بغير تاريخ، أو أن تقوم بغير ذاكرة؛ والتاريخ الإسلامي أشد خطورة في حياة المسلمين من التاريخ في حياة أي أمة، وتشويهه أو طمسه بالنسبة للمسلمين يعد تمزيقًا لهوية الإسلام؛ ذلك أن التاريخ الإسلامي هو الإسلام مطبقًا، منفذًا على أرض الواقع، منزلًا على حياة الناس اليومية، فهو في حقيقة الأمر حركة الأمة –التي ربَّاها النبي محمد– بالإسلام، وحركة الإسلام بالأمة.

## الغزو الفكري للتاريخ الإسلامي
قال الدكتور محمد بن ناصر السُّلَمي:
"تعرض التاريخ الإسلامي لأكبر قدر من الغزو الفكري، ورَكَّزَ الأعداءُ على تشويهِ تاريخ الأمة الإسلامية؛ ذلك أنَّ التاريخَ – بالنسبة لأي أمة- هو مجال اعتزازها وموطن القدوة فيها. فإذا كان تاريخ الأمة حافلًا بالأمجاد -كما هو واقع تاريخ المسلمين- فإنه بلا شك سيكون باعثًا لهم على النهوض والتمسك بالمبادئ والآداب والقيم التي جعلت الأجداد يحرزون هذا المجد والفخار، ويصلون إلى هذا المستوى الراقي في بناء الأمة والحضارة، ويبحثون عن السر الذي رفعهم إلى هذا المستوى، وأن إيمانهم بالله وتمسكهم بدينهم وجهادهم في سبيل الله ومن ثم يسعون جاهدين لانتشال أنفسهم من الموضع المتردي الذي وصلوا إليه، وأمامهم الصورة الجلية."

## الأساليب الغربية لتشويه التاريخ الإسلامي
أوضح ما جاء في تلك الخطة المشهورة التي وضعها نخبة من خبراء التربية، وعلماء النفس، وعلماء الاجتماع، لتلويث وتشويه التاريخ الإسلامي، فكان من الوسائل ما يلي:
1- إعادة النظر في مناهج تدريس التاريخ الإسلامي، بحيث يكون التركيز على أخطاء وزلات الخلافات الإسلامية، كالخلافة الأموية والعباسية والعثمانية، وخاصةً أواخر الدولة العثمانية، وعلى تقدم الغرب بمجرد تركه للدين.
2- تشويه الآباء الروحانيين والقياديين الإسلاميين المسلمين: مثل تشويه صورة النبي محمد، ومعاوية بن أبي سفيان، وعمر بن الخطاب، وأبو هريرة، والإمامان البخاري ومسلم، والإمام أحمد بن حنبل، وشيخ الإسلام ابن تيمية، والمجدد محمد بن عبد الوهاب، وصلاح الدين الأيوبي، وسليمان القانوني، وغيرهم.
3- تضعيف دراسة التاريخ الإسلامي ودراسة غيره: من وسائل دعاة الغزو الفكري إضعاف دراسة تاريخ الأمة الإسلامية في المدارس والجامعات ومراكز العلم في العالم الإسلامي، و مزاحمته من تواريخ الأمم الأخرى، سواءً القديم منها والحديث، مما يضعف شأنه في نفوس الدارسين، حيث يعطى لهم بصورة مختصرة ومشوهة، بينما يفسح المجال لدراسات واسعة في التاريخ القديم، ويربط سكان كل منطقة بتواريخ الأمم الجاهلية التي عاشت فيها.
4- إبراز دور الفرق الضالة وجعلها هي صورة الإسلام: وجد المفكرون الغربيون المتآمرون على تشويه التاريخ الإسلامي غايتهم المنشودة في تشويه صورة التاريخ الإسلامي عبر ربط الفرق الضالة والمنحرفة بالإسلام وجعلها هي صورتها الحقيقية بينما الإسلام براء منها، مثل الخوارج، وغيرهم. وكذا الشخصيات مثل الحجاج بن يوسف الثقفي، والحلَّاج، وابن عربي، وعبد الرحمن ابن ملجم، وغيرهم. فنشروا تراثهم، واعتنوا بتاريخهم، وضخموا أدوارهم، وأقاموا المراكز والجمعيات لخدمة ذلك، مع تصويرهم لحركاتهم وإبرازها على أنها حرکات إصلاحية ومعارضة للفساد، وهذا كله تزوير للحقائق وإخفاء للأهداف الحقيقية التي تسعى تلك الفرق وأولئك الأشخاص إلى تحقيقها وهي تحطيم الخلافة الإسلامية، وتبديل مفاهيم الدين الصحيحة بمفاهيم باطنية خاطئة ومنحرفة.

## من نماذج تشويه الغرب للتاريخ الإسلامي
من النماذج التي شَوَّه الغربُ التاريخَ الإسلامي وقاداتها، هو تشويه صورة الإمام والقائد المسلم «جانجا زومبي»، وهو قائد مسلم أسَّسَ دولة إسلامية في البرازيل، وكان له دور كبير في حركة نضال العبيد نحو التحرر. وساهم القائد المسلم زومبي في نشر الشريعة الإسلامية، وشجع مشايخ الدين والدعاة على نشر الوعظ والإرشاد بينهم، وعمل على تذكيرهم بأصولهم الاسلامية. وقد قامت هوليوود بتشويه صورة الإمام المسلم زومبي لتحويله إلى هيئة وحشية وغير مقبولة لكي ينفروا الناس منه.

## الدين والدولة في الإسلام
منذ البداية تميز الإسلام بأنه أكثر من دين ينظم العلاقة بين الإله كخالق وبين الإنسان كمخلوق كما تفعل معظم الأديان الأخرى، فقد قام الرسول محمد ﷺ منذ بداية نزول الوحي (القرآن الكريم) بتأسيس المسلمين بشكل جماعة برزت منذ أيام الاضطهاد المكي لتتطور إلى مجتمع وما يشابه الدولة في المدينة المنورة. وهناك في المدينة تتابع نزول الوحي منظما علاقات الأفراد المسلمين (مهاجرين وأنصار) بين بعضهم البعض وبين أفراد الأديان الأخرى (اليهود في المدينة)، وكل هذا يجعل من الإسلام دينا جماعياً حتى أن عباداته بمجملها تقوم على فكرة الجماعة والتضامن في المجتمع، إضافة إلى تحديد علاقة الإنسان مع الخالق والطبيعة، مما يجعله دينا ذا جانبين: روحي ديني، واجتماعي سياسي.

## تفسير التاريخ الإسلامي
تختلف وجهات النظر التي تحاول شرح وتفسير التاريخ الإسلامي بكل تعقيداته وزخمه بالأحداث والثورات والقلاقل، حسب الخلفيات الأيديولوجية التي يتبناها المحللون والأدوات التحليلية التي يستخدمونها.
في العصر الحديث بعد ما يسمى بعصر الصحوة كانت هناك توجهات واضحة من قبل المؤرخين المعروفين بالقوميين لتفسير التاريخ الإسلامي على أنه تاريخ عربي محض، في ذات الحين نرى أيضا مؤرخين شيوعيّين يميلون لرؤية التجاذبات السياسية والعسكرية في مجمل التاريخ الإسلامي بوجهة نظر ماركسية تغلب العوامل الاقتصادية والصراع الطبقي فوق كل اعتبار آخر، أما المؤرخون العلمانيون فكانوا يحاولون جهدهم لمنع إدخال العامل الديني ضمن تفسير الأحداث وكانت جهودهم تتركز على إعادة استكشاف ما يدعى بالتاريخ الجاهلي باعتبار أن بذور النهضة العربية بدأت في ذلك العصر وما الإسلام إلا بذرة التطور في الفكر العربي.
بين كل ذلك الاختلاف على تفسير الأحداث بقي المؤرخون ذوو التوجه الإسلامي يناضلون لإثبات تفرد الإسلام كدين أحدث ثورة اجتماعية وحضارية منحت العرب دولتهم وحضارتهم وهذه حقيقة لا جدال فيها ويؤكدون على تسامح الإسلام ووصول العديد من الأعراق الإسلامية الأخرى إلى سدة الحكم. كما يؤكد هؤلاء المؤرخون على أن بعثة النبي محمد بن عبد الله كانت نقطة فارقة أحدثت انقلابا في تاريخ المنطقة خصوصًا والعالم عمومًا. لكن نقطة الضعف الأساسية أنهم يقدمون بعد ذلك توصيفا للأحداث دون تفسيرها فبعض السنة تؤكد على عدم الخوض في تفاصيل أحداث فتنة مقتل الخليفة الثالث عثمان بن عفان والخلاف بين معاوية بن أبي سفيان وعلي بن أبي طالب باعتبار الاثنين من الصحابة وكلاهما مغفور لهما، أما الفريق الآخر من أهل السنة والجماعة فيؤكد خطأ معاوية في الخروج على علي ويثبتون أحقية علي بدلالة انتخابه وبيعته. على الطرف الآخر النقيض يقف الشيعة موقفهم المعروف من دعم علي وآل بيته في خلافة المؤمنين بتقرير رسول الله محمد بن عبد الله، جاعلين الخلافة شأنا شرعيا بخلاف نظرية السنة التي تجعل الخلافة أمرا سياسيا يتفق عليه المسلمون وينعقد بالبيعة.
يمكن تصنيف العوامل التي تلعب دورا رئيسيا حسب تفسير عبد العزيز الدوري إلى:
- عوامل عقائدية: تلعب فيها أمور الدين والعقائد دورا أساسيا.
- عوامل ثقافية: فالثقافات والعادات المختلفة سواء الموجودة مسبقا عند العرب مما يدعى بالعادات القبلية والبدوية أو العادات التي صادفوها عند انتشارهم في الأقاليم المجاورة مثل الموروث الفارسي والكسروي والموروث الروماني واليوناني،
- عوامل حضارية فلسفية: تشكل مجموع العلوم والفلسفات التي تلقاها المسلمون عند اختلاطهم بالشعوب الأخرى وهي أساسا: الفلسفات الهندية والفارسية واليونانية.
- عوامل اقتصادية: فالمال والثروة طالما كانت ذات دور رئيسي في الكثير من الحروب والنزاعات التي رسمت تاريخ الجنس البشري.

يعتمد عابد الجابري تصنيفا مشابها في كتابه العقل السياسي العربي حيث يقوم بدراسة التاريخ الإسلامي حسب محاور ثلاثة: (العقيدة، القبيلة، الغنيمة) كما يدخل أيضا المدخلات الغريبة من عادات حكم وتقاليد فارسية ويونانية رومانية.

## ظهور الإسلام

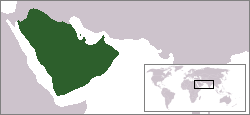
توفي رسول الله محمد بن عبد الله عام 632 بعد أن وحد شبه الجزيرة العربية تحت راية الإسلام.

كانت الجزيرة العربية قبل ظهور الإسلام مجموعة من القبائل العربية والبدو الرحل ينتظمون في قبائل. ويعدّ الولاء للقبيلة وتحالفاتها الأساس في تنظيم المجتمع العربي (مفهوم العصبية). كانت الغالبية العظمى تدين في مكة بالوثنية إضافة للديانة اليهودية في يثرب والمسيحية في نجران ونجد، وكانت مكة مركزا دينيا يؤمه العرب من كل صوب لأداء الحج إلى البيت الحرام الذي بناه إبراهيم.
في هذا الجو ظهر محمد ليجهر بالإسلام، وكان أهم تأثير سياسي للإسلام أنه استطاع إقامة دولة في المدينة المنورة يسودها تشريع يحكم الجميع، ووثائق ومعاهدات مع يهود يثرب الذين كانوا يسكنون المدينة. لاحقا استطاع المسلمون هزم المشركين في عدة معارك وفتحت مكة قبل وفاة رسول الله ﷺ بعامين فحطمت أوثان العرب التي كانت موجودة في الكعبة وأعلن التوحيد.
التوحيد الذي جاء به الإسلام لم يكن دينيا روحيا فقط، بل كان أيضا اجتماعيا سياسيا، فالجزيرة العربية كلها دخلت في عقيدة واحدة، وأصبح لها كيان واحد وقبلة واحدة وإله واحد هو الله. في حين ضعفت العصبيات القبلية والمطامع المادية في تلك الفترة مؤقتا قبل أن تعود للظهور بعد أن حقق المسلمون انتصارات مهمة لإسقاط دولة الساسانيين وفتح بلاد الشام.

## عصر الخلافة الإسلامية

مخطط لأولاد الرسول العربي محمد، أولاد الخلفاء الراشدين وأولاد الحسن والحسين وأزواجهم.

أحدث خبر وفاة رسول الله ﷺ صدمة هائلة عند كثير من المسلمين، فمن يقول مات رسول الله ومن يقول لا لم يمت. لما بلغ الخبر أبا بكر دخل على رسول الله في بيت عائشة، فأقبل حتى كشف عن وجه رسول الله ثم أقبل عليه فقبَّله، وخرج إلى الناس، فحمد الله وأثنى عليه، ثم قال: «أيها الناس، إنه مَن كان يعبد محمدًا فإن محمدًا قد مات، ومَن كان يعبد الله فإن الله حي لا يموت. ثم تلا قول الله تعالى:  وَمَا مُحَمَّدٌ إِلَّا رَسُولٌ قَدْ خَلَتْ مِنْ قَبْلِهِ الرُّسُلُ أَفَإِنْ مَاتَ أَوْ قُتِلَ انْقَلَبْتُمْ عَلَى أَعْقَابِكُمْ وَمَنْ يَنْقَلِبْ عَلَى عَقِبَيْهِ فَلَنْ يَضُرَّ اللَّهَ شَيْئًا وَسَيَجْزِي اللَّهُ الشَّاكِرِينَ  .»

بايع الناس أبا بكر في المسجد - بعد بيعة قادة المهاجرين والأنصار له في سقيفة بني ساعدة -  فقام أبو بكر خطيبًا في الناس ليُعْلِن عن منهجه، وبعد أن حمد الله وأثنى عليه، قال: 
| تاريخ إسلامي | أما بعد، أيها الناس، فإني قد وُلِّيتُ عليكم ولست بخيركم، فإنْ أحسنتُ فأعينوني، وإنْ أسأتُ فقوِّموني، الصدق أمانة، والكذب خيانة، والضعيف فيكم قوي عندي حتى أرجع عليه حقَّه إن شاء الله، والقوي فيكم ضعيف حتى آخذ الحقَّ منه إن شاء الله، لا يدع قوم الجهاد في سبيل الله إلا خذلهم الله بالذل، ولا تشيع الفاحشة في قوم إلا عمَّهم الله بالبلاء، أطيعوني ما أطعت الله ورسوله، فإذا عصيت الله ورسوله فلا طاعة لي عليكم، قوموا إلى صلاتكم يرحمكم الله | تاريخ إسلامي |

### خلافة أبي بكر الصديق
استلم أبو بكر خلافة الأمة في مرحلة دقيقة، فغياب الرسول محمد بن عبد الله شجع الكثير من القبائل العربية التي أعلنت ولاءها للإسلام إلى إعلان العصيان ومحاولة الخروج عن سلطة المدينة منهم من رفض دفع الزكاة في حين أعلن البعض الآخر ارتداده عن الإسلام وظهر العديد من مدعي النبوة في أرجاء مختلفة من الجزيرة العربية. عرف أبو بكر مباشرة أن مثل هذه الأمور تهدد وحدة الأمة والدين وكان رده مباشرة عن طريق مجموعة حملات عسكرية على القبائل المرتدة عرفت بحروب الردة.
ورغم هذه الفتنة العظيمة فقد صمم أبو بكر أن ينفذ وصية رسول الله ﷺ بإنفاذ جيش أسامة بن زيد الذي أعده رسول الله ليتوجه إلى بلاد الروم.

#### حروب الردة
حروب الرّدّة (11هـ. – 13هـ./632م. – 634م.) هي الحروب التي حدثت بعد وفاة الرسول ﷺ بسبب ارتداد غالبيّة العرب عن الإسلام، فلم يبقَ مواليًا لحكم أبي بكر سوى القبائل المحيطة بالمدينة بالإضافة إلى سكان المدينة، ومكة، والطائف. لقد قرّر الخليفة أبو بكر الصّديق مقاتلة جميع المرتدّين ولم يترك أحدًا منهم رغم توجّه بعض الصّحابة إليه أن يترك من امتنع عن دفع الزّكاة من القبائل ولكن هذا الرأي لم يلق قبولا من الخليفة الأول. فأرسل الجيوش الإسلاميّة بقيادة عكرمة بن أبي جهل لمحاربة لقيط بن مالك في دبا فحاربه حتى قتل في المعركة. ومن ثم خالد بن الوليد لمحاربة مسيلمة بن حبيب. وانتصر خالد على مسيلمة في معركة اليمامة التي كانت من أقسى المعارك التي خاضها المسلمون.

#### جمع القرآن
خرج عدد كبير من حفظة القرآن والعلماء لجهاد المرتدِّين، فكان استشهادهم في معركة اليمامة بمنزلة إنذار للمسلمين حتى يحفظوا القرآن من الضياع، فأَمَر الصِّدِّيق زيدَ بن ثابت بجمعه فقال زيد: فوالله لو كلَّفني نقلَ جبل من الجبال ما كان بأثقل عليَّ مما كلفني به من جمع القرآن.

#### بداية الفتوحات الإسلامية
بدأت الفتوحات الإسلامية في عهد الخليفة أبو بكر الصديق بإرسال خالد بن الوليد لفتح العراق وإرسال 4 جيوش لفتح الشام الجيش الأول بقيادة يزيد بن أبي سفيان والجيش الثاني بقيادة شرحبيل بن حسنة والجيش الثالث بقيادة أبو عبيدة بن الجراح والجيش الرابع بقيادة عمرو بن العاص ثم تحولت قيادة الجيوش في الشام إلى خالد بن الوليد الذي أتى بنصف جيشه إلى الشام وحقق عدة انتصارات منها خمسة في شهر واحد هو شهر صفر 13هـ.
تصل الأخبار لخالد بن الوليد أن الروم يتجمعون في مدينة تُسمى جلق بفلسطين فذهب إليها وتقابل الجيشان في أجنادين ودارت معركة من أكبر المعارك في تاريخ الإسلام. ثم استمرت الفتوحات وبدأ التجهيز لـ معركة اليرموك بين المسلمين والروم، واحتشدت القوَّات للمواجهة، قبل البدء في القتال كان أبو بكر قد تُوُفِّيَ يوم الاثنين (22 جمادى الآخرة عام13هـ/ 634م) إثر إصابته بالحمَّى، وهو ابن ثلاث وستين سنة، ودُفِنَ في بيت عائشة بجانب قبر النبي.
لم تستمر خلافة أبي بكر إلا سنتين وثلاثة أشهر وثمانية أيام استطاع خلالها إخماد حركة الردة والحفاظ على سلطة المدينة حتى تسلم عمر بن الخطاب الخلافة.

### خلافة عمر بن الخطاب
استمر حكم عمر بن الخطاب عشر سنين وستة أشهر وتسعة عشر يوما تمت خلالها معظم الفتوحات الإسلامية خصوصا فتح بلاد الشام وبلاد الرافدين ومصر لينتهي بذلك الوجود البيزنطي والساساني في كلا من بلاد الشام والعراق ومصر. كما أقتحم المسلمون غمار البحار فهزموا البيزنطيين في معركة ذات الصواري. مما جعل الدولة الإسلامية تتحول إلى إمبراطورية مترامية الأطراف تشمل العديد من الأراضي والأقوام والشعوب. وتدفقت الأموال على المدينة المنورة وانتعشت الحياة الاقتصادية مما أثار فعليا مخاوف أمير المؤمنين الذي عرف بزهده وعدله. شكل سقوط الإمبراطورية الساسانية غيظاُ شديداً لدى الفرس مما جعل أبو لؤلوة المجوسي يبادر بقتله.

#### فتح بلاد فارس
بشّر الرسولﷺ بفتح فارس عندما كانوا في غزوة الخندق حيث استعصى على الصحابة صخرة وهم يحفرون الخندق فطلبوا مساعدة الرسول فضرب الضربة الأولى وبشّرهم بفتح الشام ثم ضرب الثانية وقال «الله أكبر أُعطيتُ فارس، والله إني لأبصر قصر المدائن الآن».
بدأ فتح بلاد العراق وفارس بعد انتهاء حروب الردة مباشرةً وتم إرسال جيش تعداده 18,000 مقاتل بقيادة خالد بن الوليد والذي تمكن من فتح نصف العراق دون أي هزيمة ووصل عدد معاركه التي لم يُهزم فيها إلى 18 معركة.
أمر الخليفة أبو بكر الصديق بانتقال خالد بن الوليد مع نصف الجيش في بلاد فارس والعراق (أي 9,000 مقاتل) إلى بلاد الشام لمساعدة الجيوش التي هناك.
انتقلت القيادة في الجيوش الإسلامية في فارس إلى المثنى بن حارثة وعلمت الجيوش الفارسية بمغادرة خالد فقامت بالهجوم على الجيش الإسلامي فاضطر للتراجع عن بعض المناطق المفتوحة.
أرسل عمر الإمدادات إلى المثنى بن حارثة حتى سقطت المدائن عاصمة الإمبراطورية الساسانية الحاكمة لبلاد فارس ثم جاءت معركة نهاوند التي سمَّاها المسلمون «فتح الفتوح»؛ لأنها فتحت الطريق أمامهم للقضاء على الدولة الفارسيَّة فتم الاستيلاء على كنوز كسرى وفُتحت بقية البلاد دون عائق.

#### فتح بلاد الشام
أصدر عمر أوامره بتعيين أبى عبيدة بن الجراح قائدًا عامّا للقوات الإسلامية في الشام، في نفس الوقت الذي أمر فيه بعزل خالد بن الوليد خوفاً من أن يفتتن به الناس.
شَهِدت جبهة الروم تطوُّرًا كبيرًا في أحداثها وخاصَّة بعد انهزام الروم في معركة اليرموك، فقد غادر هرقل بيت المقدس لمَّا عَلِم بانتصار المسلمين في اليرموك، واتَّجه إلى حمص؛ ليجعلها مقرًّا لأعماله الحربيَّة.
بينما اتجه المنهزمون إلى فِحْل، فوجَّه إليها أبو عبيدة بن الجراح قوَّة صغيرة، واتجه هو بجيشه إلى لفتح دمشق بناء على مشورة أمير المؤمنين عمر بن الخطاب الذي أخبره بأنها حصن الشام.

##### فتح القدس

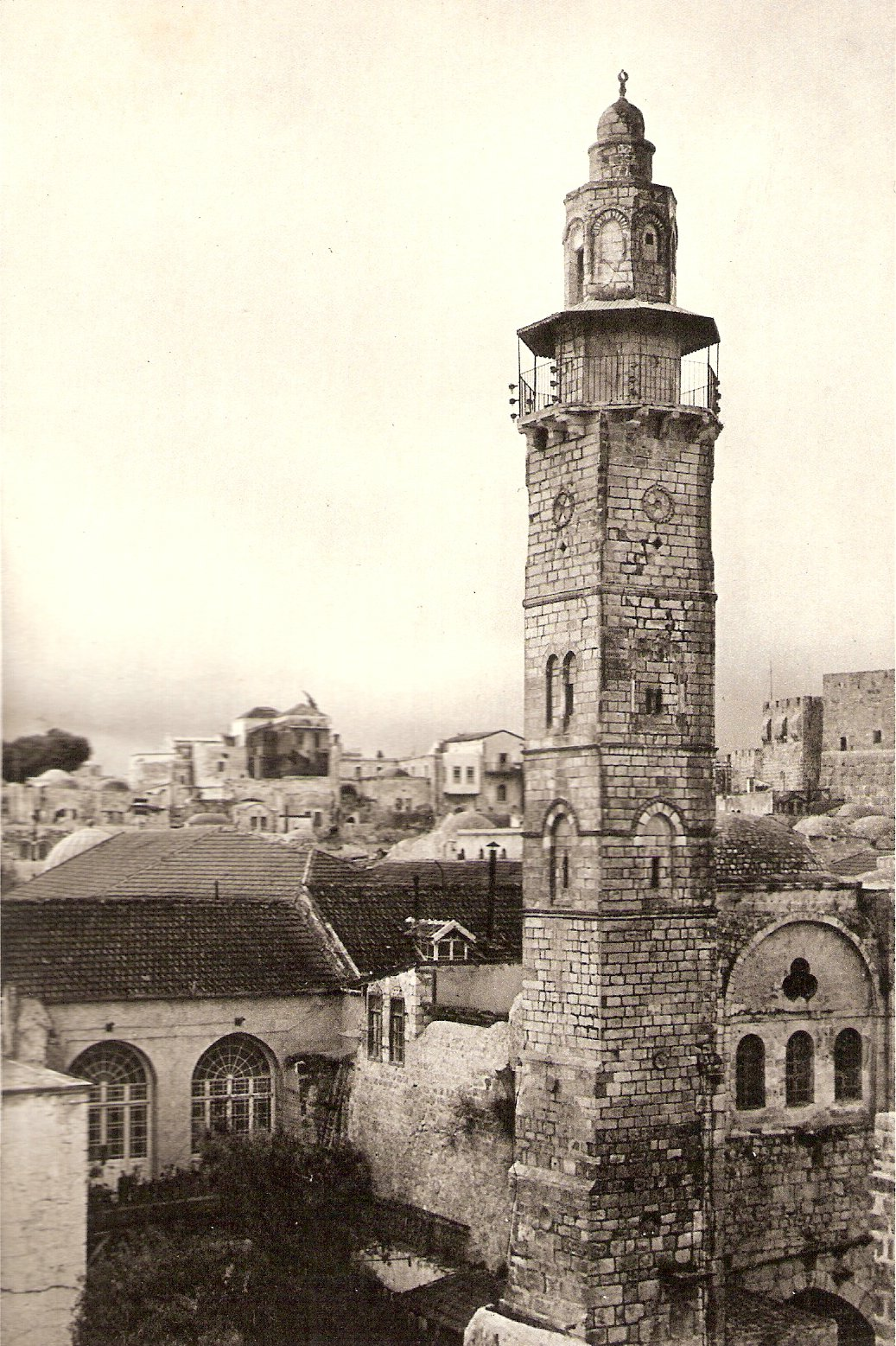
مسجد عمر بن الخطاب في القدس، بُني حيث صلّى عمر.

بعد فتح دمشق واصل أبو عبيدة تقدمه إلى حمص ولم يبق أمام المسلمين إلا بيت المقدس، فكتب عمر بن الخطاب إلى عمرو بن العاص بالمسير إلى القدس، فلما وصل إلى «الرملة» وجد عندها جمعًا من الروم عليه قائد داهية اسمه (الأرطبون) كان أدهى الروم، وكان قد وضع «بالرملة» جندًا عظيمًا و«بإيلياء» جندًا عظيمًا، فكتب عمرو إلى عمر بالخبر، فلما جاءه كتاب عمرو قال: رمينا أرطبون الروم بأرطبون العرب- يعنى عمرو بن العاص.
لما فرغ من دمشق كتب أبو عبيدة إلى أهل بيت المقدس يدعوهم إلى الله وإلى الإسلام أو يدفعون الجزية، وإلا كان الحرب بينهم، فأبوا أن يجيبوا إلى ما دعاهم إليه، فركب إليهم في جنوده، وحاصر بيت المقدس، وضيق عليهم حتى أجابوا إلى الصلح.
هرب أرطبون إلى مصر وطلب المسيحيون الصلح على أن يحضر الخليفة بنفسه لتسلم المدينة، فكتب عمرو بن العاص إلى عمر بن الخطاب يحيطه بذلك، فحضر عمر، وكتب بنفسه كتاب الأمان المسمى بـ العهدة العمرية وتسلم مقاليد بيت المقدس.
خلال إقامته في القدس، قدم عمر على حجر الأساس. الصخرة التي وفقا للمؤرخات الإسلامية، قبل أقل من 20 عاما في وقت سابق صعد منها الرسول ﷺ مع جبريل في رحلة السموات إلى السماء العلى؛ المعروفة باسم الإسراء والمعراج. وقام عمر بمسح النفايات والأنقاض من الموقع المقدس، واكتشف أن الصخرة حجمها أكبر. وبعد نهاية التنظيف كشف عن الحجم الحقيقي للصخرة. بنى عمر السياج حولها وأمر ببناء مسجد مجاور لها.

#### فتح مصر
بدأت علاقة مصر بالدولة الإسلامية بعد صلح الحديبية حيث أرسل الرسول الرسل إلى ملوك العالم في ذلك الوقت ليدخلوا في الإسلام ومنهم عظيم مصر المقوقس الذي أُرسل إليه حاطب بن أبي بلتعة ومضمون الرسالة هو الدخول في الإسلام.
عُرضت فكرة فتح مصر على الخليفة عمر بن الخطاب من قِبل عمرو بن العاص فأرسله بجيش مكون من 8 آلاف مقاتل إلى مصر عام 641م/21هـ ففتح العريش ثم الفرما ثم حصن بابليون ثم الإسكندرية.
أُنشئت مدينة الفسطاط لتكون عاصمة مصر في عهد الدولة الإسلامية وظلت كذلك حتى تأسست الدولة الطولونية على يد أحمد بن طولون وأسس بمصر عاصمته الجديدة وهي مدينة القطائع. أصبحت مصر ولاية إسلامية وأصبح عمرو بن العاص هو والي مصر ثم غُيّر في عهد الخليفة عثمان بن عفان بـ عبد الله بن أبي السرح.

#### إدارة عمر وسياسته
أحصى أسماء الجنود الفاتحين ليجعل لهم رواتب تفي بمطالبهم، وأقام الدواوين، وقسم الدولة إلى ثماني ولايات هي: مكة، والمدينة، وفلسطين، والشام، والجزيرة الفراتية، والبصرة، والكوفة، ومصر، وعين واليًا لكل ولاية ينوب عنه في الصلاة وقيادة الجند، وإدارة شئون الحكم في الولاية. كما قام بترتيب البريد، وأتخذ من الهجرة بداية للتقويم الهجري.
وقد حدَّد نظاماً القضاء وأصوله في العهد فولّى بموجبه أبا موسى الأشعري، ويُعَدُّ عمر أوَّل مَن فصل السلطة القضائيَّة عن سلطة الحُكَّام، فكان القضاة يُعَيَّنُون منه مباشرة، ويتَّصلون به فيما يرَوْن من شئون المسلمين، دون تدخُّل من وُلاة الأقاليم، وأوجد عمر إلى جانب القضاء ما يشبه ديوان المحاسبة، فكان لا يُصدر قرارًا بمعاقبة أحد من وُلاته أو عمَّاله إلا بعد تحقيق دقيق.

#### الخلافة بعد عمر بن الخطاب
فطن عمر إلى طريقة جديدة في اختيار الخليفة القادم تخلصه من مسؤولية الاختيار والتي ستكون تطبيقا فريدا لمبادئ الشورى التي يحض عليها الإسلام: ما كان من عمر إلا أن اختار مجموعة من ستة أشخاص (هم من بقي من العشرة المبشرون بالجنة)وفيهم عبد الله بن عمر يحضر معهم مشيرًا فقط.وأمرهم أن يجتمعوا بعد موته في بيت أحدهم لاختيار خليفة المسلمين.
كما أمر صهيبًا الرومي أن يُصَلِّيَ بالناس أثناء التشاور، حتى لا يُوَلِّيَ إمامةَ الصلاة أحدًا من الستة؛ فيصبح هذا ترشيحًا من عمر له بالخلافة، وأمر المقداد بن الأسود وأبا طلحة الأنصاري أن يراقبا سير الانتخابات.
وحدَّد ثلاثة أيام لاختيار الخليفة لا يَزيدون عليها؛ حتى لا يحدث شقاق وخلاف بين المسلمين، ولذلك قال عمر لهم: لا يأتي اليوم الرابع إلا وعليكم أمير.

### خلافة عثمان بن عفان
يقسم عادة المؤرخين خلافة عثمان بن عفان (اثنتا عشرة سنة) إلى قسمين: ست سنوات هادئة وست سنوات في اضطرابات وفتن. الست سنوات الأولى توبعت فيها الفتوحات واستمر تقدم الجيوش الإسلامية في شمال أفريقيا وآسيا الوسطى، أما الست السنوات الأخيرة فقد تميزت بظهور الاضطرابات لا سيما في مناطق مثل العراق ومصر.
بدأت بوادر الفتنة في الظهور في أواخر عهده على يَدِ يهودي يُسَمَّى عبد الله بن سبأ، وكان أوَّلُ ظهوره في اليمن عام (30هـ), حيث أظهر الإسلام، ولكنَّه طعن فيه وأخذ يقول إنه عين الولاة لقرابتهم وأنه حرق المصاحف، فأخذ يتنقَّل بين بلاد المسلمين ناشرًا أفكاره وآرائه حتى كثر أتباعه.

#### الفتوحات في عهد عثمان
كانت الفتوحات أيام عثمان بن عفان واسعة؛ إذ أضافت بلادًا جديدة في تركيا وقُبْرُص وأرْمِينِيَة، وأَجْبَرَت مَن نَقَضَ العهد إلى الصلح من جديد في فارس، وخراسان، وباب الأبواب، وصارت هناك فتوحات جديدة في بلاد السند، وكَابُل، وفَرْغَانَة.
تمت في عهده توسعة المسجد النبوي عام 29 - 30 هـ، وقد أنشأ أول أسطول بحري إسلامي لحماية الشواطئ الإسلامية من هجمات البيزنطيين. وكان من أهم إنجازاته جمع كتابة القرآن الكريم الذي كان قد بدء بجمعه في عهد الخليفة أبي بكر الصديق. وجمع القرآن الكريم في مصحف مكتوب برسمه إلى الوقت الحالي.

#### جمعه للقرآن الكريم في مصحف واحد
أعظم أعمال عثمان أنه جمع المسلمين على مصحف واحد بعد أن بدأت القراءات في الاختلاف بسبب انتشار الإسلام في بلاد كثيرة وانتشار لهجات مختلفة فكان الخوف من اختلاف كتابة القرآن وتغير لهجته، فجمع عثمان المسلمين على لهجة قريش وهي لهجة العرب وكتب القرآن بلسان العرب ليصبح للمسلمين كتاب واحد هو المصحف العثماني.

#### مقتل عثمان
اقتحم المتآمرون بيت عثمان وهجموا عليه وهو يقرأ القرآن، فأكبّت عليه زوجته نائلة لتحميه بنفسها، لكنهم ضربوا يدها بالسيف فقُطعت أصابعها، وتمكنوا من عثمان فضربوه بالسيف، فسال دمه على المصحف الذي كان يقرأ منه، ومات شهيدًا في صبيحة عيد الأضحى يوم الجمعة 10 من ذي الحجة سنة 35 هـ، ودفن بـالبقيع.
وكانت هذه شرارة نشوب فتن وحروب أخرى عديدة، مثل حرب الجمل، ومعركة صفين، وبداية ظهور الخوارج.

### خلافة علي بن أبي طالب وفتنة مقتل عثمان

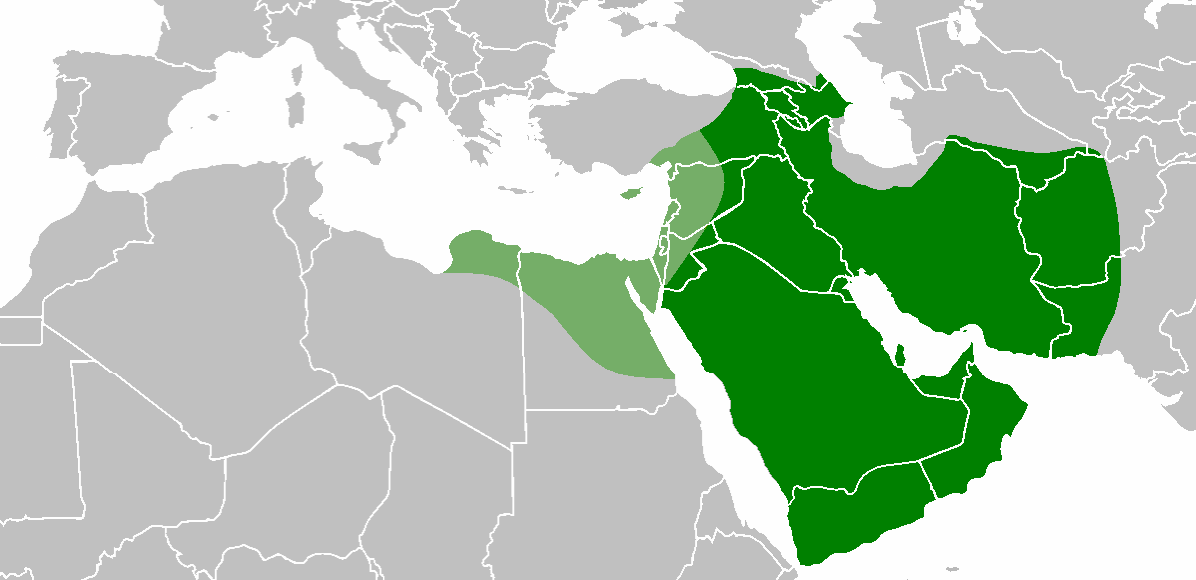
الدولة الإسلامية خلال عهد علي بن أبي طالب. اللون الأخضر الباهت يظهر المناطق التي لم تكن خاضعة لسيطرته بالكامل.

بويع علي بن أبي طالب للخلافة بالمدينة المنورة في اليوم التالي لقتل عثمان بن عثمان. انتقل علي إلى الكوفة ونقل عاصمة الخلافة إلى هناك.
رأى علي تأجيل تنفيذ القصاص حتى تستقر الأمور في المدينة، وكان كثير من الصحابة معه في رأيه، ولكن كانت هناك مجموعة برأي مخالف؛ رأت وجوب القصاص الفوري من قتلة عثمان.
- الفريق الأول: يضم السيدة عائشة، وطلحة بن عبيد الله، والزبير بن العوام.
- الفريق الثاني : يضم معاوية بن أبي سفيان والي الشام من قِبَل عثمان، والذي يعدّ نفسه ولي دمه؛ لأنه من بني أمية مثله.

#### موقعة الجمل
في شهر جمادى الآخرة سنة 36هـ خرج الفريق الذي يضم السيدة عائشة والزبير وطلحة إلى البصرة؛ لتنفيذ القصاص في قتلة عثمان عنه، وللإصلاح بين المسلمين فقرَّرَ أن يتجه إلى البصرة ليردهم إلى المدينة، ولكنَّ الحسن بن علي نصحه بعدم الذهاب؛ لأن تواجه الجيوش لا بد من أن يُسفِر عن حروب وخسائر دامية، ولكن عليًّا صمَّم على الذهاب.
لاحت بشائر الصلح، وذَكَر الزبير بقول النبي ﷺ: [ لَتُقَاتِلَنَّهُ وَأَنْتَ ظَالِمٌ لَهُ..] وتذكر الزبير ذلك وأراد الصلح فلما علم المتآمرون ببوادر الصلح قاموا بالاختلاط بين الناس في المعسكرين، ويهيجوا الناس على القتال قبل أن يصطلحوا. التحم الجيشان واشتدت المعركة أمام الجمل الذي عليه هودج عائشة حتى قتل أمامه 70 رجلاً فأمر علي فعقر الجمل حتى يهدأ القتال وأمر بحراسة السيدة عائشة حتى عودتها إلى المدينة. انتهى القتال وانتهت الفتنة جزئياً وبقت مشكلة معاوية.

#### معركة صفين
في محرم سنة 37 هـ أراد علي أن يعزل معاوية من على الشام فخرج إليه بجيشه وبعث إلى معاوية يبين حجته إلا أن هذا لم يجدِ، فدار القتال عند صفين، وقتل عمار بن ياسر رضي الله عنه على يد جيش معاوية وقد قال له النبي ﷺ: [ وَيْحَ عَمَّارٍ! تَقْتُلُهُ الْفِئَةُ الْبَاغِيَةُ ] وكاد معاوية أن يهزم فرفع جيشه المصاحف وطلب التحكيم.
عُرض أمر التحكيم على علي بن أبي طالب فقال «إن هذا أمر ينظر فيه»، ثم قبِل به، فتوافق الفريقان على التحكيم. اجتمع الحكمان في دومة الجندل، كان عمرو بن العاص المفاوض من قبل جيش معاوية بن أبي سفيان، وكان أبو موسى الأشعري المفاوض من قبل جيش علي بن أبي طالب. فكتبت صحيفة التحكيم وتوقف القتال وأذن علي بالرحيل إلى الكوفة، وتحرك معاوية بجيشه نحو العراق.

#### ظهور الخوارج ومقتل علي بن أبي طالب
انشق مجموعة من جيش على (12000) يرفضون التحكيم من أساسه، مع أنهم هم الذين فرضوه عليه، وكفروا علياً. ناظرهم على وفقهاء الصحابة لكنهم لم يسمعوا لأحد.
- في سنة 38 هـ اجتمع الخوارج في مكان يسمى النهروان ، قاتلهم على بعد ما فشلت معهم الحجة فقتل منهم الكثير وفر منه طائفة وانقسموا بعد ذلك إلى 20 فرقة.
- في سنة 39 هـ تصالح على ومعاوية على وقف القتال على أن يكون معاوية على الشام لا يتدخل فيها أمير المؤمنين.
- في سنة 40 هـ رصد الخوارج ثلاثة منهم ليقتلوا معاوية وعلياً وعمرو بن العاص بيد أنهم لم ينجحوا إلا في مقتل الإمام علي بن أبي طالب.

في 16 رمضان سنة 40 هـ تربص اثنان من الخوارج بعلي رضي الله عنه عند خروجه كعادته ليوقظ الناس قبيل صلاة الفجر للصلاة، فقتلوه في محراب المسجد وهو يصلي فصاح قائلاً: [ فزت ورب الكعبة ].

## الدولة الأموية

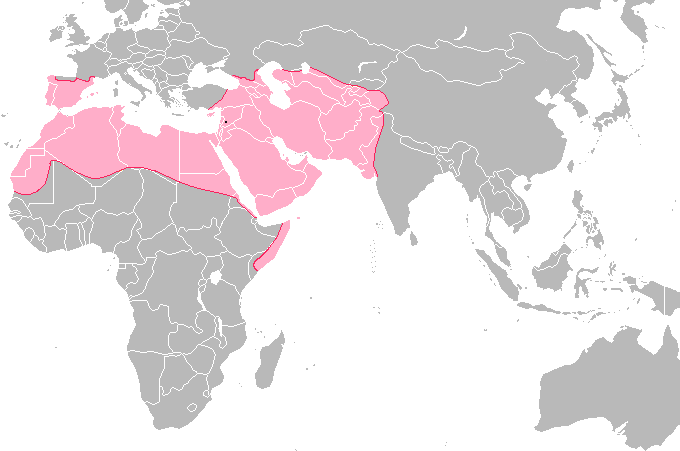
الدولة الأموية عام 750م.

معاوية بن أبي سفيان الذي هو المؤسس الأول للدولة الأموية التي كونت أكبر إمبراطورية في التاريخ الإسلامي من وسط آسيا والصين حتى وسط أوروبا وحدود فرنسا وقد امتد حكم معاوية بن أبي سفيان عشرين عاما.
أعاد حكم معاوية حركة الفتوحات الإسلامية بعد فترة من التوقف منذ اشتعال فتنة مقتل عثمان سنة 35 هـ، كما أنه نقلَ عاصمة الدولة من الكوفة إلى دمشق (بعد أن كان علي قد نقلها من المدينة إلى الكوفة). شهدت الدولة في عهده فترة من الاستقرار والرخاء، ومُتابعة الفتوحات بعد توقف طويل. وقد أنشأ نظاماً للشرطة لحماية وحراسته يُعيِّنه بنفسه، كما طوَّر ديوان البريد وأنشأ ديواناً جديداً لتنظيمه أكثر هو ديوان الخاتم.
عين معاوية عقبة ابن نافع قائداً على جيش المغرب فحقق به فتوحات كثيرة، كما أذن له في بناء مدينة القيروان بين سنتي 50 و55 هـ.

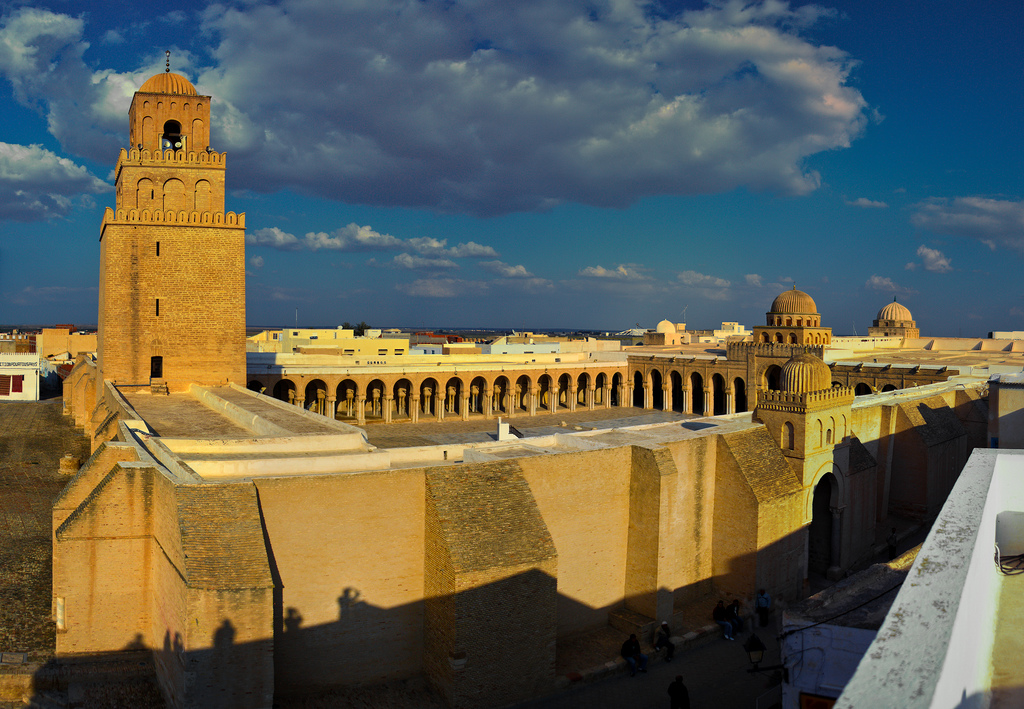
جامع القيروان، أسسه عقبة بن نافع عام 670م، وهو أقدم وأعرق مسجد في المغرب العربي.

جاء من بعده ابنه يزيد كان عهد مليئاً بالفتن والقلاقل والانقسامات، من أكبر الفتن في عهده مقتل الحسين بن علي  ومحاولة قتل عبد الله بن الزبير على يد الحجاج بن يوسف الثقفي الذي أرسله يزيد، فضرب الكعبة المشرفة بالمنجنيق حتى سقط جانب من جوانبها.
انتقلت الخلافة بعد ذلك إلى مروان بن الحكم الذي حارب عبد الله بن الزبيرواعتبره من الخارجين إلا أنه فشل في إيقافه.
بعد وفاة مروان بن الحكم خلفه ابنه عبد الملك بن مروان تولي الحكم سنة 65 هـ والدولة في حالة انقسام وضعف فأعاد الوحدة وجمع كلمة المسلمين وقضى على الفتن لذلك اعتبره المؤرخون المؤسس الثاني، قام عبد الملك بن مروان بإرسال جيش بقيادة الحجاج بن يوسف الثقفي إلى مكة لاستعادتها من يد عبد الله بن الزبير الذي كان قد جعلها عاصمة له ولخلافته لكنه هزم وقتل على يد الحجاج وأصبحت مكة تحت سيطرة الأمويين.
في عهده عُرِبت الدواوين، ووضعت النقاط على الحروف في المصحف لتسهيل القراءة، كما أقام مسجد قبة الصخرة ببيت المقدس. اهتم عبد الملك بن مروان بنشر العلم والثقافة الإسلامية وعَمَدَ إلى استقطاب العلماء والمفكرين، وقد ازدهرت الدولة الأموية في عهده وارتفعت راية الإسلام في بلاد لم تكن إسلامية قبل الحكم الأموي.
بعد عبد الملك بن مروان خلفه ابنه الوليد بن عبد الملك الذي تابع مسير الدولة الأموية القوية متابعا نهج أبيه في احتضان العلم والعلماء، ويذكر أن أبرز الأحداث في عهده، هو فتح الأندلس عام 95 هـ واتساع امتداد الدولة الأموية وصك العملة الأموية الإسلامية، وكانت رعايته للمدن الإسلامية كبيرة.

### فتح الأندلس

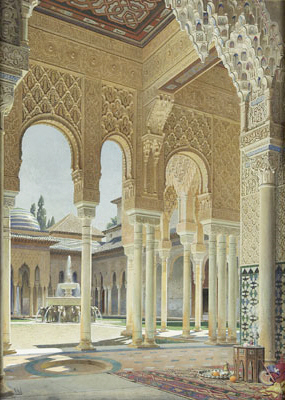
قصر الحمراء في إسبانيا (الأندلس) مزيّن بتصاميم الزخرفة العربية.

فتح الأمويون بلاد الأندلس علي يد جيش طارق بن زياد وموسى بن نصير ليبدأ العصر الإسلامي في الأندلس الذي دام قرابة ثمانية قرون حتى سقوط مملكة غرناطة سنة 1492م. لقد أسس الأمويون حضارة إسلامية قوية في مدن الأندلس المختلفة. وهي أطول وأهم الفترات التي استقر فيها المسلمون في الأندلس الدولة الأموية ونقلوا إليها الحضارة الأدب والفن والعمارة الإسلامية، وآثار الأمويون هي الطابع الغالب على الأندلس بأكملها ومن روائع ما خلفه الأمويون مسجد قرطبة.
وعلى الرغم من سقوط الخلافة الأموية علي يد العباسيين إلا أن خلافة جديدة كانت قد تأسست في الأندلس بقيادة عبد الرحمن الداخل (صقر قريش) الذي نشأ في بيت الحكم في دمشق واستطاع الهرب من بطش العباسيين ليقيم الدولة الأموية في الأندلس.
وقد كان لـ عبد الرحمن الداخل جهود حضارية متميزة فقد جمل مدينة قرطبة وأحاطها بأسوار عالية وشيد بها المباني الفخمة والحمامات على شاكلة الحمامات في دمشق والمدن الإسلامية والمدارس والمنتديات والمكتبات.
في عام 1492 سقطت غرناطة بعد حصارها من قبل قوات الملوك الكاثوليك وفي فترة لا تتعدى عشرة أعوام طُرد أكثر من 250 ألف مسلم ومنعوا من أخذ ممتلكاتهم، حيث لجئوا إلى شمال أفريقيا (ولا يزال العديد من العائلات التي ترجع أصولها إلى مسلمي الأندلس يعيشون في شمال أفريقيا وخصوصاً بالمغرب وهم المسلمين من أصول ايبيرية)
بعد وفاة الخليفة الوليد بن عبد الملك خلفه سليمان الخليفة الشديد وكان أبرز ما فعل تَقَرُبَه لابن عمه عمر بن عبد العزيز بن مروان بن الحكم.

### عمر بن عبد العزيز
بعد سليمان خلفه الخليفة العادل عمر بن عبد العزيز ثامن الخلفاء الأمويين عام 99 هـ جاءته الخلافة ولم يطلبها عُرف عنه الصلاح والتقوى والعدل والزهد ومخالطة العلماء واستشارهم في أمور الدولة اعتمد علي الحوار في إقناع المخالفين للعودة إلى جماعة المسلمين. نتج عن ذلك انتشار الرخاء والعدالة الاجتماعية حتى أن عمال الصدقات كانوا يبحثون عن فقراء لإعطائهم فلا يجدون. لُقب بخامس الخلفاء الراشدين لأنه أعاد للناس ما كان من سيرة الخلفاء الراشدين.
بعد وفاته تولي (6) من الخلفاء الضعاف، وكان أخرهم مروان بن محمد، الذي قُتل سنة 132 هـ وانتهت الخلافة الأموية.

### الخلافة
كان الخلفاء الراشدون يعيشون حياةً بعيدة عن الأبّهة، ولم تكن تختلف عن حياة أي مواطن عادي في عهدهم، فلم يكن أبو بكر على سبيل المثال، يتقاضى راتبًا، وكان عمر يستعين على الإنفاق على نفسه أبّان خلافته بما يربحه من التجارة. وعندما أعلن معاوية بن أبي سفيان نفسه خليفةً، إثر مقتل الإمام علي بن أبي طالب، تأثّر بنظم الحكم التي كان البيزنطيون يطبقونها في الشام فعاش حياة الملوك، واتخذ عرشًا للملك، وأقام الشرطة لحراسته، ودفعه مقتل ثلاثة خلفاء من قبله إلى أن يبني مقصورةً خاصةً في المسجد يُصلي بها منفردًا عن الناس. وحين عُهد بولاية العهد إلى ابنه يزيد استحدث للدولة الإسلامية تقليدًا جديدًا، فقد أصبحت الخلافة ملكًا وراثيًا بعد أن كانت انتخابية تقوم على مبدأ المبايعة الحرّة.

## الدولة العباسية

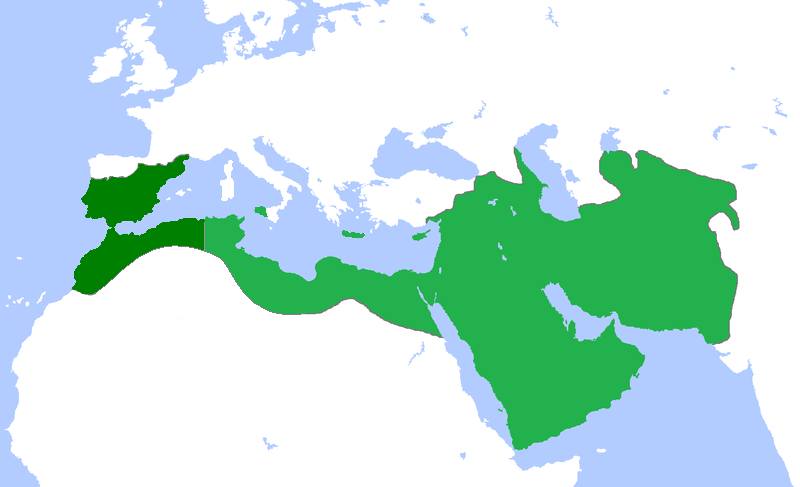
الدولة العباسية في أقصى اتساعها عام 850:
أراضي بقيت تحت حكم الأمويين وفي الأندلس في بداية عهدها
أراضي استمرت تابعة للدولة العباسية حتى انهيار خلافة بغداد 1258 ميلادي.

اندلعت الثورة العباسية أول الأمر في خراسان بقيادة أبي مسلم الخراساني، وهو قائد أموي انقلب على حكم الأمويين، وبعد نصف قرن من الدعاية السرية، نودي بأبي العباس السفاح خليفة بعد وفاة أخيه إبراهيم بن محمد بن علي، وقد تعقب السفاح بقايا الأمويين في بلاد الشام وقتلهم واحدا بعد الآخر ولهذا لقب بالسفاح.
بعد نجاح ثورتهم، نقل العباسيون عاصمتهم من دمشق إلى بغداد، التي ازدهرت طيلة قرنين من الزمن، وأصبحت إحدى أكبر مدن العالم وأجملها، وحاضرة للعلوم والفنون، لكن نجمها أخذ بالأفول مع بداية غروب شمس الدولة العباسية.
يُعتبر أبو جعفر المنصور المؤسس الحقيقي لدولة العباسيين حيث قام بترسيخ أقدامها في العالم الإسلامي وأقام حضارة مزدهرة وسيطر بسرعة على معظم المناطق الإسلامية التي فتحها الأمويون ولكن فقدوا بعض المناطق منها الأندلس وبعض أجزاء من دول المغرب العربي أو غرب إفريقية منها موريتانيا، لكن عوضها العباسيون في عهد الخليفة هارون الرشيد بمناطق أخرى.

### هارون الرشيد
تُعْتَبَر خلافة هارون الرشيد بداية عصر القوة في الدولة العباسية (العصر الذهبي)، ويشمل ذلك العصر خلافة ابنه المأمون، ثم المعتصم بن الرشيد  ، فالواثق بن المعتصم؛ حيث تميز هذا العهد بقوة السلطة المركزية، وبالتنظيمات الإدارية، والإصلاحات. في عهده استعملت القناديل لأول مرة في إضاءة الطرقات والمساجد، وتطورت العلوم خصوصًا الفيزياء الفلكية والتقنية، وابتكرت عدد من الاختراعات كالساعة المائية. اعتنى الرشيد أيضًا بالزراعة ومأسسة نظامها، فبنت حكومته الجسور والقناطر الكبيرة وحفرت الترع والجداول الموصلة بين الأنهار، وأسس ديوانًا خاصًا للإشراف على تنفيذ تلك الأعمال الإصلاحية، ومن أعماله أيضًا تشجيع التبادل التجاري بين الولايات وحراسة طرق التجارة بين المدن .

### العصر العباسي الثاني
بانتهاء العصر الذهبي يبدأ العصر العباسي الثاني، وتبدأ الدولة العباسية في الانهيار، بعد 100 سنة تقريباً من تأسيسها فقدت الدولة العباسية كل ما ملكته من المناطق ما عدا العراق بعد تمرد الولاة ومن أولهم أحمد بن طولون الذي استقل بمصر والشام والحجاز وتهامة وأسس الدولة الطولونية وعاصره أن الترك والفرس قد سيطروا على الجيوش العباسية بعد أن فضلهم العباسيون على العرب فضاعت هيبة الخلافة واستقلت دول كثيرة عن الخلافة العباسية منها دولة السلاجقة والدولة الفاطمية والدولة البويهية والدولة الخوارزمية وغيرها من الدول.
انتهى الحكم العباسي في بغداد سنة 1258م عندما أقدم هولاكو خان التتري على نهب وحرق المدينة وقتل أغلب سكانها بما فيهم الخليفة وأبنائه. انتقل من بقي على قيد الحياة من بني العباس إلى القاهرة بعد تدمير بغداد وحرق مكتبتها، حيث قامت الخلافة مجددًا تحت زعامة المماليك في سنة 1261م، وبحلول هذا الوقت كان الخليفة قد أصبح مجرد رمز لوحدة الدولة الإسلامية دينيًا، في حين أن سلاطين المماليك المصريين كانوا هم الحكّام الفعليون للدولة. استمرت الخلافة العباسية قائمة حتى سنة 1517م، عندما اجتاحت الجيوش العثمانية بلاد الشام ومصر وفتحت مدنها وقلاعها.

### الحضارة الإسلامية في عهد العباسيين

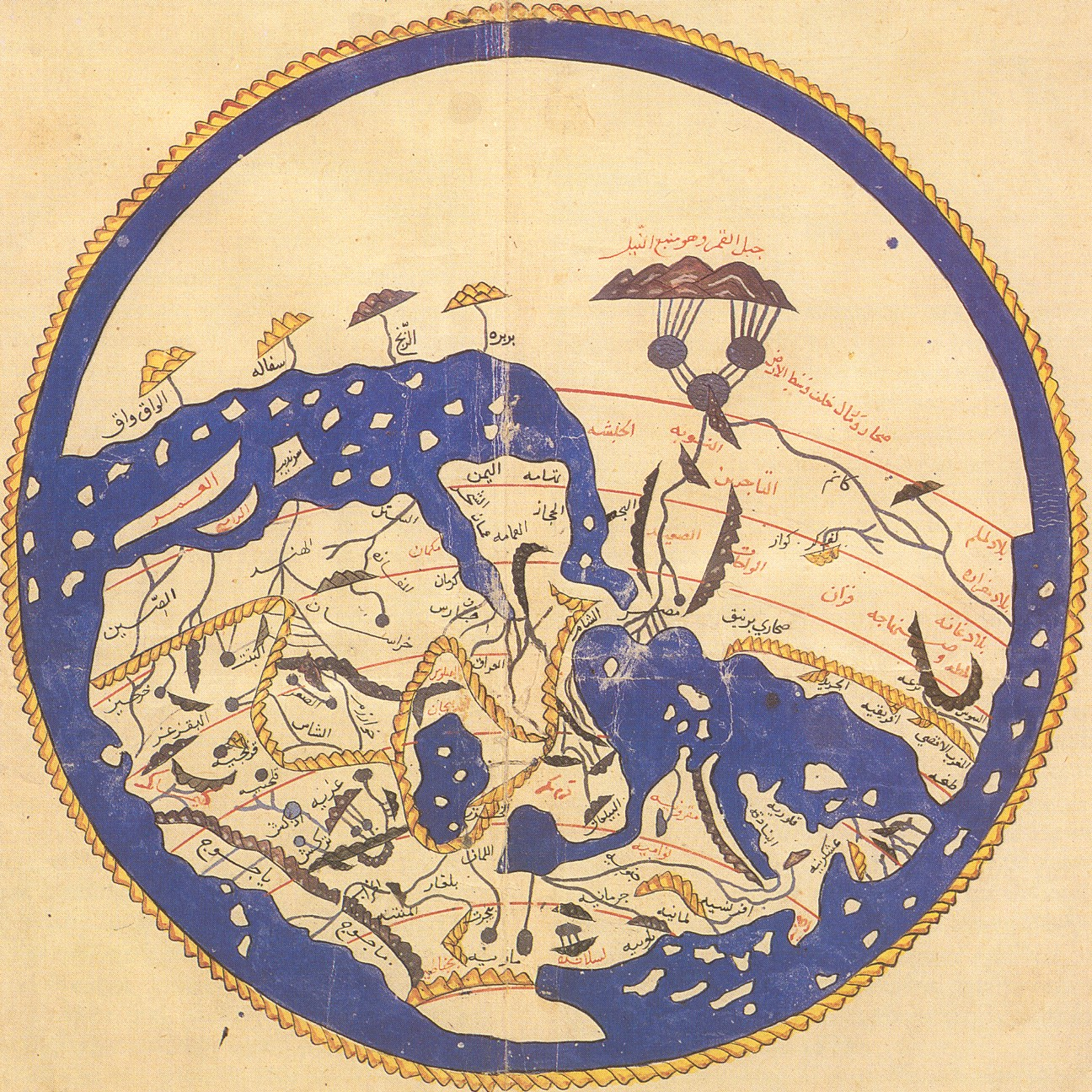
العالم القديم كما رسمه الإدريسي. كان الشمال في ذلك العصر يرسم أسفل الصورة.

لم تستمر حركة الفتوحات في عهد العباسيين بالقدر الذي كانت عليه في السابق، إلا أن عصر القوة العباسي شهد نهضة علمية بالغة القوة والتنوع في شتى المجالات، شهد هذا العصر ظهور علوم نقلية كثيرة مثل: علم التفسير، وعلم القراءات، وعلم الحديث، والفقه، وعلم الكلام، والنحو واللغة، والبيان، والأدب. وزاد الاهتمام بالعلوم العقلية مثل الفلسفة، والهندسة، وعلم النجوم، والموسيقى، والطب، والكيمياء، والتاريخ، والجغرافيا. وقد ازدهرت هذه العلوم جميعها.
انتشر كذلك فن الروايات والقصص ذات العبر ككتاب كليلة ودمنة لابن المقفع والذي مرر من خلاله نقدًا لاذعًا لولاة الأمر على ألسنة حوار جرى في مملكة الحيوان.
ومن أبرز المنجزات العلمية في العصر العباسي، رسم أول خارطة للعالم بأسره على يد الإدريسي ومن العلماء العباسيين البارزين أيضًا، ابن الهيثم المولود عام 965 والذي ألف مائتي كتاب في شتى العلوم ولعلّ كتبه حول الأشعة وانكسارها وانعكاسها أبرز ميادين كتابته، وقد حاز مؤلفه «المناظر» الذي درس به الأشعة شهرة عالمية.
كما شهد هذا العصر ظهور المدارس الفقهية لأبي حنيفة ومالك ابن أنس والشافعي وأحمد ابن حنبل.

## الدولة الفاطمية
الدولة الفاطمية سلالة شيعية، تنتسب للفرقة الإسماعيلية من الشيعة  ، من الدول التي استقلت عن الخلافة العباسية، أسسها في بلاد المغرب عبيد الله المهدي سنة 296هـ . توالى على حكمها أبناء عبيد الله وأحفاده. استولى الفاطميون على شرق الجزائر، ثم تونس، ثم ليبيا ثم صقلية التي بقيت في حكمهم حتى 1061 م. سنة 969 م.
دخل الفاطميون في صراع مع العباسيين للسيطرة على الشام. كما تنازعوا السيطرة على شمال إفريقية مع أمويي الأندلس.وتمكنوا من إخضاع الحرمين ما بين سنوات 965-1070 م.

### فتح الفاطميين لمصر
في سنة 358هـ أرسل المعز قائده جوهر الصقلي لغزو مصر؛ فنجح في فتحها وضمها إلى الدولة الفاطمية، فأنشأ مدينة القاهرة وأنشأ بها الجامع الأزهر. وبعد قليل انتقل الخليفة المعز إلى مصر، واتخذ من القاهرة عاصمة لدولته، ومنذ ذلك الوقت أصبحت مصر مقراً للخلافة الفاطمية . توالى على حكم مصر في ذلك العصر عشرة خلفاء يمكن تقسيمهم إلى عصرين: عصر القوة ويشمل الخلفاء: العزيز بالله بن المعز، والحاكم بأمر الله بن العزيز، والظاهر لإعزاز دين الله بن الحاكم. بعد ذلك يبدأ عصر الضعف. الذي سيطر فيه الوزراء على الحكم.
انتهى العصر الفاطمي نتيجة لتنازع الوزراء في عهد الخليفة العاضد لدين الله الذي خلف الفائز، فقد تنازع شاور بن مجير السعدي وضرغام بن عامر المنذري اللخمي على الوزارة، واستنجد ضرغام بالقوات الصليبية الموجودة في بيت المقدس، بينما استعان شاور بنور الدين محمود سلطان دولة الزنكيين في الموصل الذي أرسل قائده أسد الدين شيركوه ومعه ابن أخيه صلاح الدين الأيوبي إلى مصر. وانتهى النزاع بمقتل الوزيرين وعزل آخر الخلفاء الفاطميين العاضد، واستقلال صلاح الدين بمصر.

### ملامح العصر الفاطمي
كان للفاطميين أثر كبير في التاريخ الإسلامي بشكل العام والمصري خصوصًا، حيث تقدمت العلوم والفنون في عهدهم وكانت القاهرة حاضرة زمانها يفدها الطلاب من أنحاء العالم للتزود بالعلم والمعرفة وبنيت بها دار الحكمة والأزهر وانتشرت الكتب وجعل المال من أجل الشعراء والأدباء، وارتبطت الكثير من العادات والتقاليد والطقوس والقصص الشعبية بالدولة الفاطمية في مصر حيث ما زال التأثير الفاطمي يظهر في مصر أثناء شهر رمضان والأعياد. وما زال المصريون يتذكرون موكب حصان الخليفة المهيب الذي كان يخرج يوم المولد النبوي فيصنعون حلوى تشبه هذا الحصان.

## الدولة الأيوبية

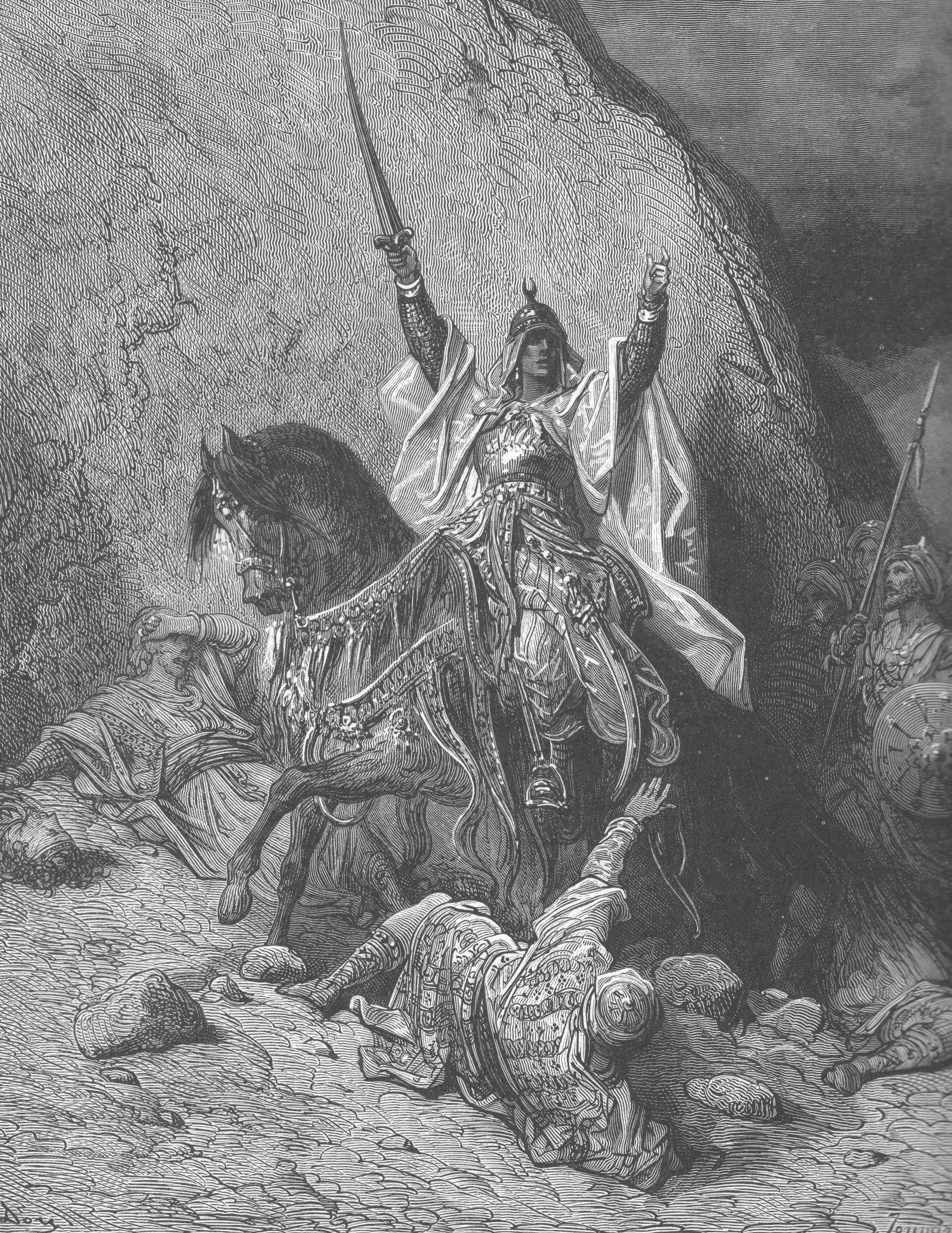
"صلاح الدين المُظفّر"، رسم من القرن التاسع عشر.

الدولة الأيوبية، دولة إسلامية قوية أسسها صلاح الدين الأيوبي عُرفت بجهادها ضد الصليبين. تعدّ الدولة الأيوبية امتداد للدولة الزنكية التي حكمت سوريا وشمال العراق. حكمها في عصر صلاح الدين السلطان نور الدين محمود، بعد وفاته استقل صلاح الدين بالدولة.

### نور الدين محمود
سار نور الدين محمود على نهج ابيه عماد الدين زنكي في توحيد الجبهة الإسلامية ضد الصليبيين. فكان يؤمن بأن طرد الصليبيين من بلاد الشام لن يتم إلا عن طريق تحقيق جبهة إسلامية قوية تمتد من العراق إلى مصر. حتى أنه أمر ببناء منبر ليضعه في المسجد الأقصى بعد أن يقوم بفتح المدينة وقد نُقل هذا المنبر بالفعل إلى القدس بعد فتحها على يد صلاح الدين الأيوبي.

### صلاح الدين الأيوبي
دخل صلاح الدين في خدمة نور الدين محمود سلطان حلب الذي استعان به وبعمه أسد الدين شيركوه في بسط نفوذه على مصر واستطاع بذكائه أن ينهي الخلافة الفاطمية في مصر. بعد موت نور الدين أعلن صلاح الدين نفسه سلطاناً على مصر وحصل على موافقة الخلافة العباسية. واستطاع توسيع ملكه ليضم الشام وشمال العراق، كما ضم بلاد الحجاز وتهامة واليمن وصلت حدود دولته غرباً إلى شرق تونس كما امتدت إلى بلاد النوبة.

### صلاح الدين وجهاده ضد الصليبين
أصبحت مصر في عهده محور تطلعات العالم الإسلامي في حركة الجهاد المعلنة ضد الصليبيين حيث هزمهم في معركة حطين واسترد بيت المقدس، وصمد للجحافل الصليبية التي جاءت إلى الشرق بقيادة ثلاثة من أعظم ملوك أوروبا في ذلك الوقت هم: ريتشارد قلب الأسد ملك إنجلترا، وفيليب أغسطس ملك فرنسا، وفريدريك بارباروسا إمبراطور ألمانيا.
نجح الأيبوبيون في القضاء على المذهب الفاطمي في أنحاء دولتهم. وقد أقام صلاح الدين حكومة عادلة ونشر الأمن وأنشأ المساجد والمدارس وبدأ في إنشاء قلعة القاهرة الحالية وأحاط القاهرة والفسطاط بسور واحد. وقد أوقف صلاح كثيراً من الأوقاف على المدارس والمساجد وخاصة على بيت المقدس والمسجد الأقصى كما أوقف أوقافاً على العلماء والفقراء من أهالي الإسكندرية اعترافاً بفضلهم عليه عندما ناصروه أثناء حصار الصليبيين له فيها. توفي صلاح الدين بدمشق وعمره 55 عاماً وقد ترك دولة قوية قهرت الصليبيين إلا أنها انقسمت بعده دويلات مستقلة يحكمها ابنائه.
تصدى الملك الكامل لجيوش الصليبيين التي غزت دمياط في الحملة التي عرفت بالحملة الصليبية الخامسة، ثم خلفه ابنه الصالح نجم الدين أيوب الذي تصدى لجحافل الصليبيين التي جاءت بقيادة لويس التاسع ملك فرنسا، فاحتلت دمياط وحاصرت المنصورة، وتوفي الصالح قبل معركة المنصورة، فأخفت زوجته شجر الدر خبر الوفاة وقادت الجيش مع أمراء الجيش من مماليك الصالح وهم عز الدين أيبك وأقطاي وقطز وبيبرس حتى تحقق النصر وأُسر لويس التاسع.
ثم تسلطن توران شاه بن الصالح ولكنه قُتل على يد شجر الدر ومماليك أبيه، وتسلطنت شجر الدر وتزوجت من عز الدين أيبك، ثم لم تلبث أن قتلته لتنفرد بالحكم، ولكن مماليك أيبك قتلوها ونصبوا ابنه المنصور سلطاناً لتنتهي بذلك دولة الأيوبيين ويبدأ العصر المملوكي.

## دولة المماليك

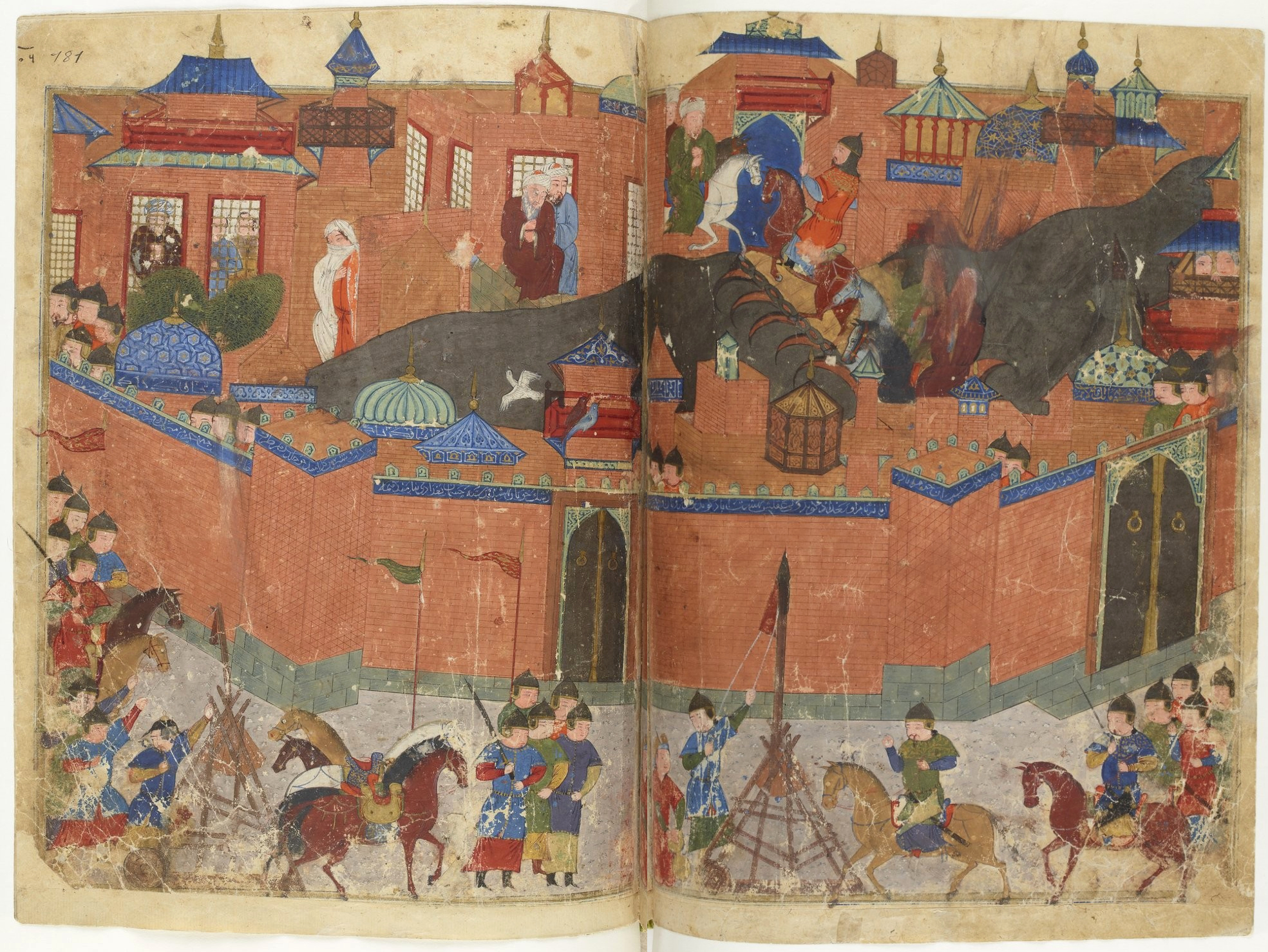
جيش هولاكو محاصراً بغداد عام 1258م

المماليك هم الرقيق الذين كانوا يؤسَرون في الحروب. وقد اعتمد عليهم السلاطين الأيوبيون في دفاعهم عن عروشهم، فكانوا يأتون بالرقيق ويسلمونه إلى المختصين ليعلّموهم القراءة والكتابة وحفظ القرآن الكريم. وإذا ما شبّوا، بدءوا في تعليمهم فنون الحرب والرماية والفروسية وينتقل بعدها المملوك من رتبة إلى رتبة إلى أن يبلغ أمير الأمراء أو قائد الحرس الملكي أو قائد الجيش. أشهر من أتى بالمماليك ورباهم هو السلطان نجم الدين أيوب الملقب بالملك الصالح .
قامت دولة المماليك بعد انهيار الدولة الأيوبية إذ تولت شجر الدر حكم مصر بعد وفاة نجم الدين أيوب إلا أنها لاقت معارضة شديدة داخل مصر وخارجها لذلك تزوجت من عز الدين أيبك لكي يكون هو في الصورة غير أن أيبك انقلب عليها بعدما أحكم قبضته على الحكم في البلاد، فغضبت شجر الدر وأسرعت في تدبير مؤامرتها للتخلص من أيبك، بعد مقتل أيبك قبض عليها مماليكه وحملوها إلى امرأة عز الدين أيبك التي أمرت جواريها بقتلها بعد أيام قليلة، فقاموا بضربها بالقباقيب على رأسها وألقوا بها من فوق سور القلعة، حتى أنها لم تدفن إلا بعد عدة أيام.

### سقوط بغداد ونهاية الخلافة العباسية
دخل المغول بغداد، وقتلوا المستعصم آخر الخلفاء العباسيين، وقتلوا أولاده وجميع أهله، وأحدثوا مجزرة عظيمة استمرت 40 يوماً ثم أحرقوا مكتبات بغداد وكانت أعظم المكتبات في العالم وقتها فألقوها في النهر وقيل إنهم عبروا عليها بخيولهم إلى الضفة الأخرى دليلا على كثرتها.

### قطز وعين جالوت

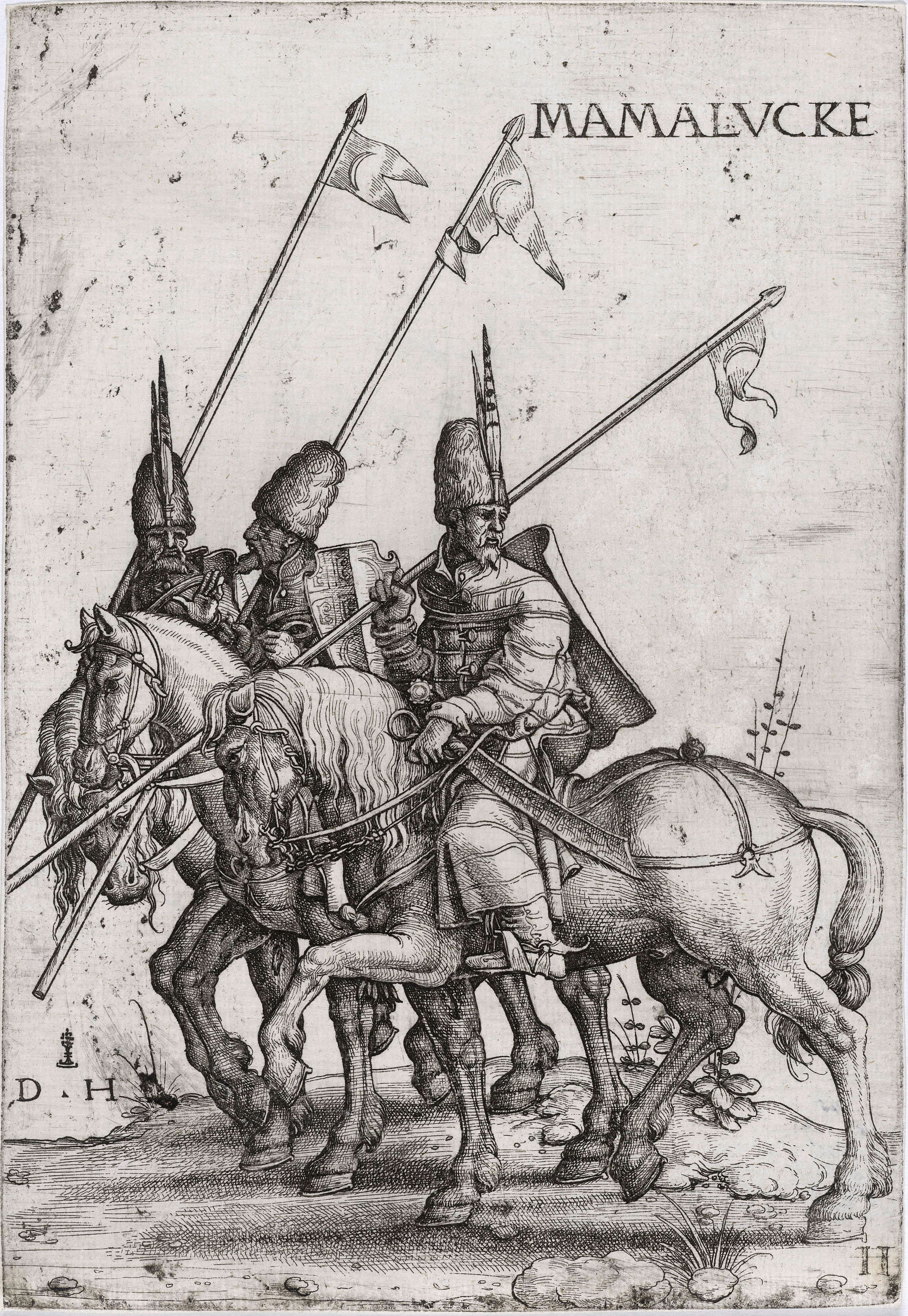
مماليك في القرن السادس عشر.

أثار سقوط بغداد الذعر في الشام ومصر، وكان الحكم في مصر ضعيفاً بعد وفاة شجر الدر إذ كان على عرش مصر نور الدين علي بن أيبك وكان صغيراً في السن وكان الواصي عليه سيف الدين قطز. فقام العالم العز بن عبد السلام  في مصر فأعلن عزل نور الدين، وأعلن الخلافة لقطز بشرط أن يعلن الجهاد. أظهر قطز شجاعة نادرة أمام رسل المغول، ولم يهتز لأقوال التهديد والوعيد. بل قام وقتل رسل هولاكو وعلق رؤوسهم على باب زويلة مما زاد من ثقة الناس به وبقدرتهم على تحدي التتار.
أرسل قطز المنادين في القاهرة ومختلف مصر للجهاد في سبيل الله ولمحاربة المغول. في 3 سبتمبر 1260 م تمكن قطز من الانتصار على جيش المغول في عين جالوت (تقع بالقرب من فلسطين) مما أوقف تقدم المغول في المشرق الإسلامي نهائياً.
قُتل قطز بعد عودته إلى مصر وأغلب الروايات تقول إن الظاهر بيبرس هو الذي قتله. تولى بعده بيبرس وقاتل التتر في عدة معارك ونقل الخلافة العباسية إلى مصر لتصبح دولة المماليك هي الخلافة الإسلامية في العالم وأقام حضارة عمرانية كبيرة في مصر. تولى بعد بيبرس سلاطين من المماليك أقوياء من أشهرهم المنصور سيف الدين قلاوون والأشرف صلاح الدين خليل والناصر محمد بن قلاوون الذين قضوا على الوجود الصليبي في الشام نهائياً.
بدأت فترة شديدة الضعف في دولة المماليك بعد أن اكتشف البرتغاليون طريق رأس الرجاء الصالح ولم تعد التجارة تمر بمصر وبدأت في طريقها للسقوط. سقطت دولة المماليك تحت أقدام العثمانيين بعد معركتي مرج دابق وكان العثمانيون بقيادة سليم الأول والمماليك بقيادة قنصوة الغوري والريدانية التي كان فيها المماليك بقيادة طومان باي وسقطت مصر وأصبحت ولاية عثمانية بعد أن كانت مركزاً لعدة دول إسلامية مهمة ومركز للخلافة العباسية المملوكية ولتصبح الدولة العثمانية هي الخلافة الإسلامية في العالم.

## الدولة العثمانية

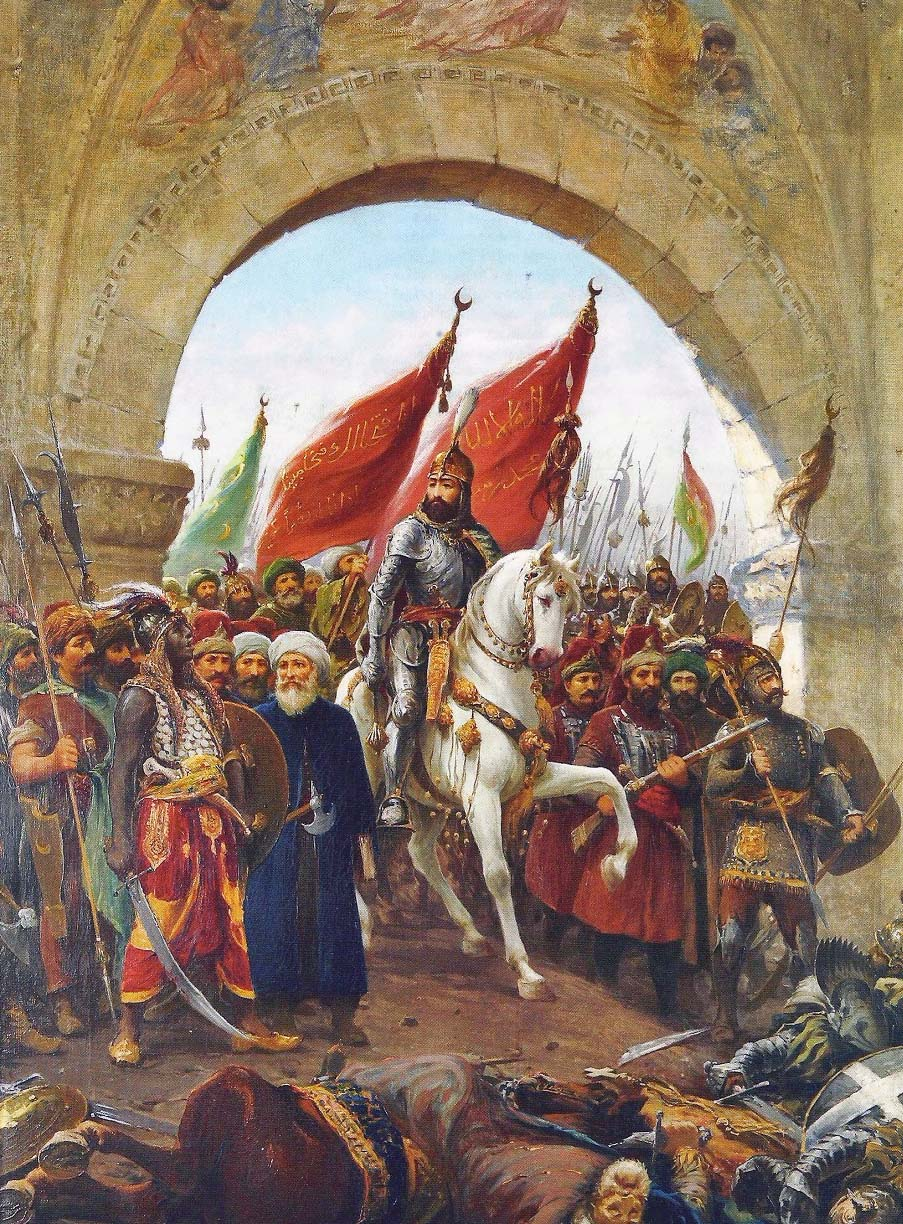
فتح القسطنطينية على يد السلطان محمد الفاتح.

قامت الدولة العثمانية على يد السلطان الغازي عثمان بن أرطغرل في منطقة الأناضول وقامت بضم آسيا الصغرى تحت قيادتها وبدأت محاولة فتح القسطنطينية إلى أن فتحها محمد الفاتح لتبدأ في مرحلة التوسع والقوة ويدخل محمد الفاتح اليونان ويصل إلى حدود إيطاليا وكان يجهز لفتحها لكنه مات في 3 مايو عام 1481م، الموافق 4 ربيع الأول سنة 886هـ.

### فتح القسطنطينية

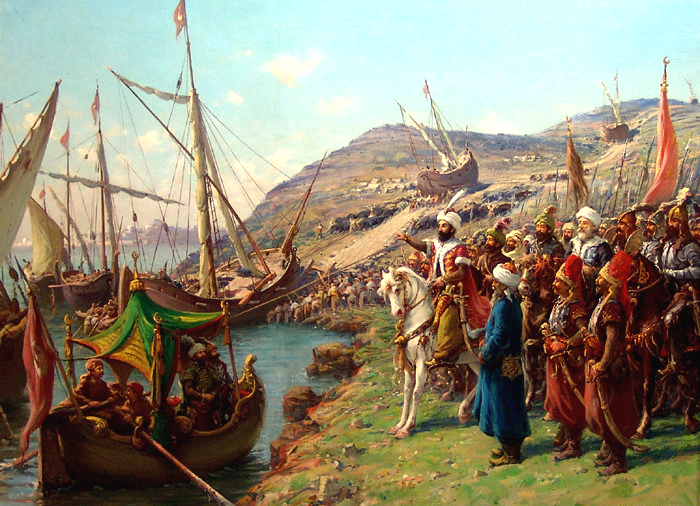
السلطان محمد الثاني يُشرف على جرّ السفن برًا إلى داخل مضيق القرن الذهبي.

بدأ محمد الثاني عهده بهذا الفتح الذي منحه لقب محمد الفاتح في التاريخ. كان فتح هذه العاصمة الرومانية العتيدة هدف المسلمين منذ العهد الأموي، ثم غاية العثمانيين منذ أن عبروا بحر مرمرة إلى الشاطئ الأوربي.
القسطنطينية عاصمة الإمبراطورية البيزنطية أصبحت عاصمة الإمبراطورية الجديدة وبذلك انتهت البقية الباقية للإمبراطورية البيزنطية، وقد أطلق عليها العثمانيون الآستانة (إسلام بول)أي مدينة الإسلام. وحاليا يطلق عليها إستانبول.
بَشَّرَ محمد أُمَتَهُ، فقال: «لتفتحن القسطنطينية، فلنعم الأمير أميرها، ولنعم الجيش ذلك الجيش» رواه الإمام أحمد بن حنبل في مسنده.
أكمل الفتوحات السلطان سليم الأول الذي سيطر على دولة الصفويين في العراق وفارس وأسقط دولة المماليك في مصر وأخذ أملاكها بما فيها الحجاز وتهامة وبذلك لُقب بخادم الحرمين وأمير المؤمنين وأول خليفة من العثمانيين.

بعد موت سليم الأول قام سليمان القانوني يبدأ عهد ازدهار شامل للدولة، كان سليمان مناصراً للفنون، وإصلاح الأنظمة التعليمية والتشريعية وأصبحت عاصمتها القسطنطينية تلعب دور صلة الوصل بين العالمين الأوروبي المسيحي والشرقي الإسلامي، ولكنه أعطى امتيازات للفرنسيين مما أدى إلى ازدياد نفوذهم داخل الدولة وضعفها فيما بعد، فقد طمع الفرنسيين في غزو مصر والشام لذا تعاون العثمانيون مع إنجلترا لإخراج الفرنسيين من مصر.

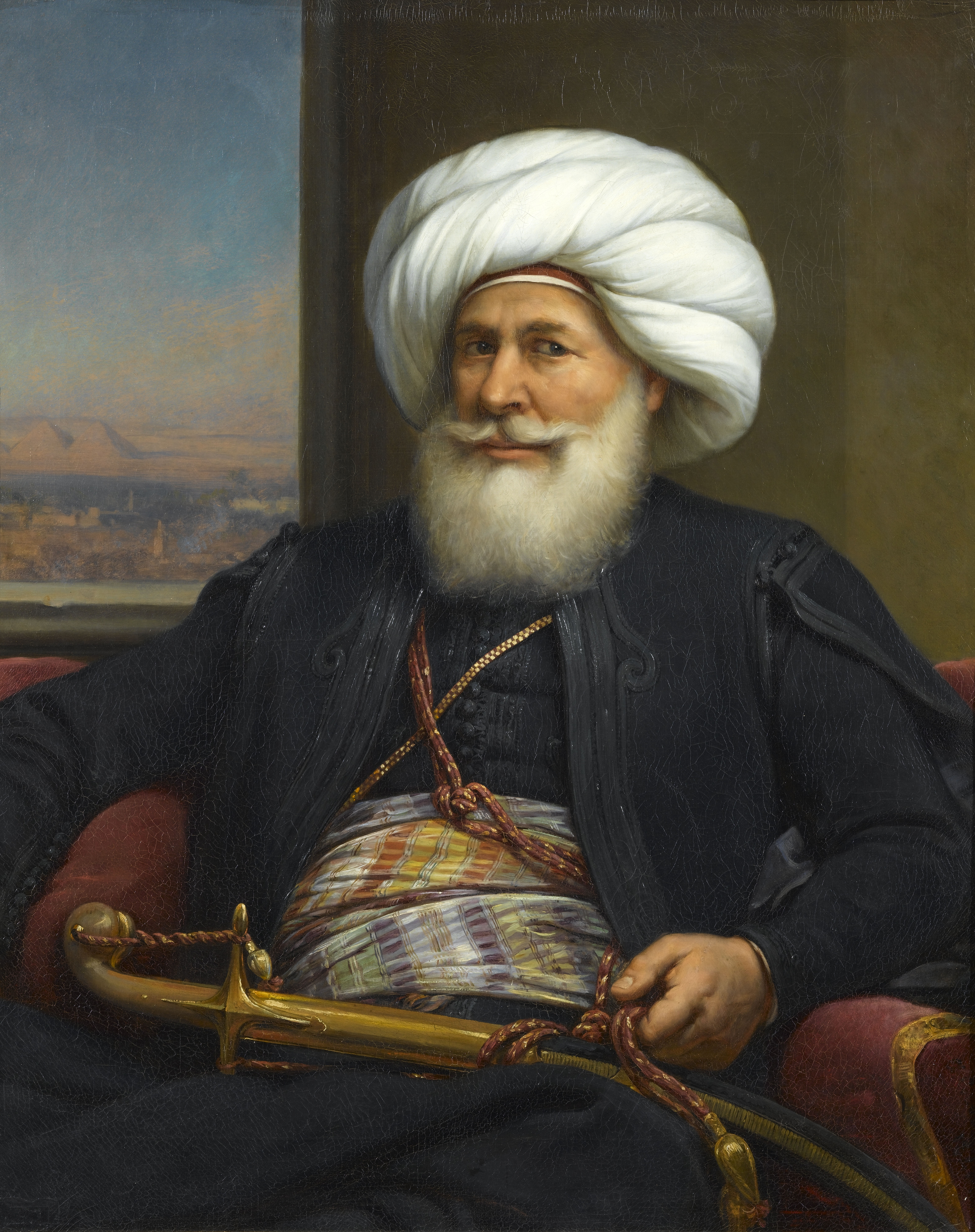
محمد علي باشا، أبرز الولاة العثمانيين، وأشهر من أعلن العصيان عليهم.

بعد انتهاء عهد السلطان سالف الذكر، ينتهي عصر الدولة العثمانية الذهبي، بعده أصيبت الدولة بالضعف والتفسخ وأخذت تفقد ممتلكاتها شيئاً فشيئًا، على الرغم من أنها عرفت فترات من الانتعاش والإصلاح فيما بعد إلا أنها لم تكن كافية لإعادتها إلى وضعها السابق.

### محمد علي باشا
تولى محمد علي (مؤسس مصر الحديثة) حكم مصر وانفصل عن الدولة العثمانية استطاع أن ينهض بمصر عسكريًا وتعليميًا وصناعيًا وزراعيًا وتجاريًا، مما جعل من مصر دولة ذات ثقل في تلك الفترة، إلا أن حالتها تلك لم تستمر بسبب ضعف خلفائه وتفريطهم في ما حققه من مكاسب إلى أن سقطت دولته في 18 يونيو سنة 1953 م، بإلغاء الملكية وإعلان الجمهورية في مصر.
كانت طموحاته العسكرية بلا حدود، خاض في بداية حكمه حربًا داخلية ضد المماليك والإنجليز إلى أن خضعت له مصر بالكامل، ثم خاض حروبًا بالوكالة عن الدولة العثمانية في جزيرة العرب ضد الوهابيين وضد الثوار اليونانيين الثائرين على الحكم العثماني، كما وسع دولته جنوبًا بضمه للسودان.
بعد ذلك تحول لمهاجمة الدولة العثمانية حيث حارب جيوشها في الشام والأناضول، مما دفع العثمانيين إلى التحالف مع أوروبا لإيقاف محمد علي وذلك في عام 1840م وتوريث أولاده ولاية مصر؛ في تلك الفترة فقدت الدولة العثمانية معظم أراضيها في أوروبا بسبب دعم الأوربيين للثورات الداخلية بالسلاح وبدأت الدولة في مراحل السقوط.

### السلطان عبد الحميد

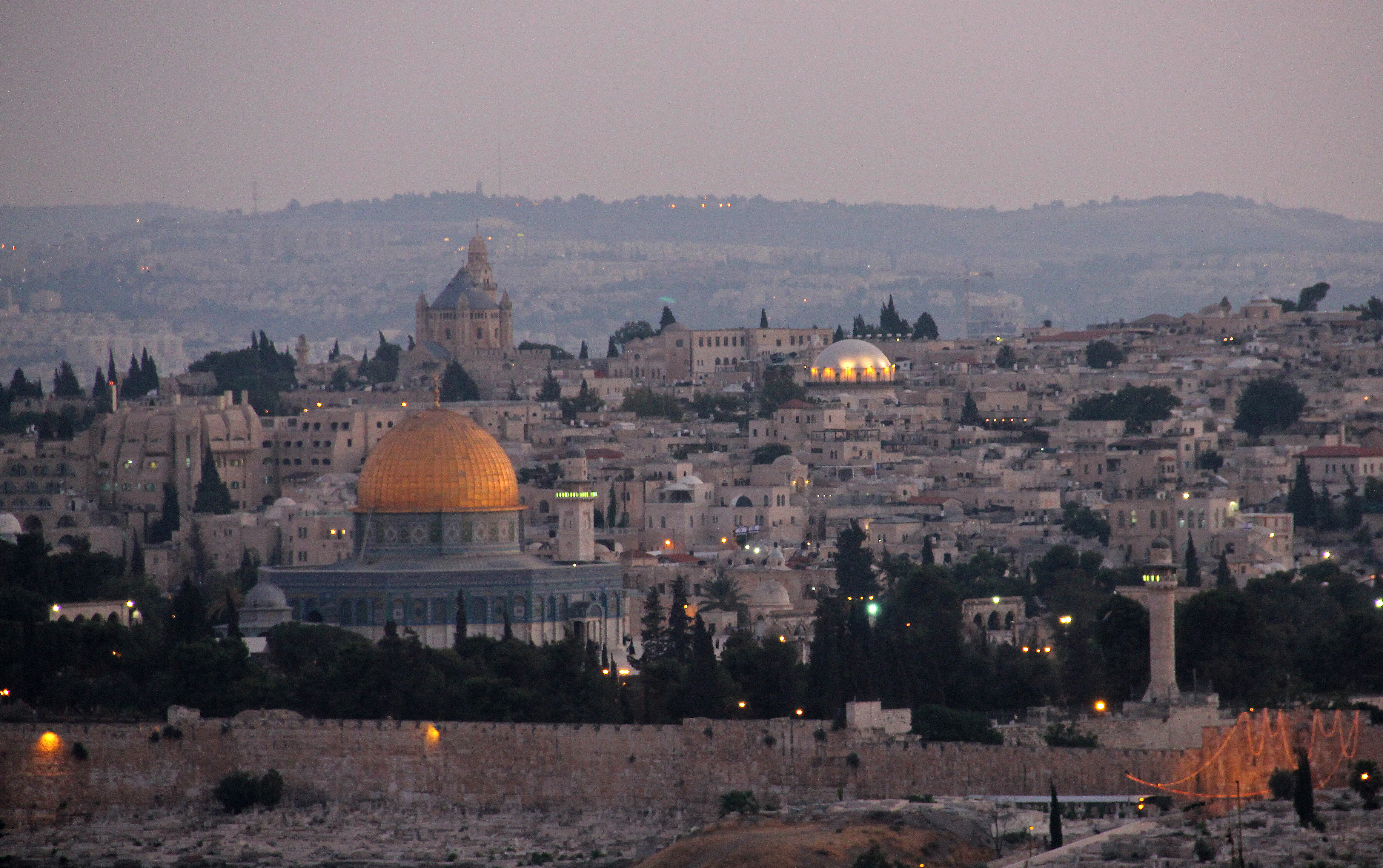
القضية الفلسطينية تبرز للوجود مع أفول نجم الخلافة العثمانية

تولي السلطان عبد الحميد الثاني الحكم في ظروف دقيقة من حياة الدولة العثمانية، فقد كانت الأزمات تهدد كيان الدولة، وازدادت سرعة انتشار الأفكار الانفصالية، وأصبح للوطنية معنى جديد أخذت فكرته تنمو وتترعرع في الولايات العثمانية، ووجد السلطان نفسه في وطن مشبع بالثورة والاضطراب.
في عام 1897 دعا الصحفي اليهودي ثيودر هرتزل إلى المؤتمر اليهودي الأول بمدينة بازل السويسرية وحضره زعماء اليهود في جميع أنحاء العالم وتقرر فيه إنشاء المنظمة اليهودية العالمية واتفقوا على تجمع اليهود في فلسطين لتكون وطناً قومياً لهم. ثم قام هرتزل بإنشاء الصندوق اليهودي الوطني لشراء الأراضي في فلسطين عام 1901 وعرض رشوة ضخمة علي السلطان عبد الحميد إلا أنه طرده وأخبره أن فلسطين ليست له ليبيعها. وأصدر السلطان عبد الحميد فرمانًا يمنع هجرة اليهود إلى الأراضي المقدسة. فتحرك اليهود من داخل الدولة العثمانية نفسها من خلال يهود الدونمة والجمعيات السرية مثل جمعية الإتحاد والترقي حيث تأمروا عليه وخلعوه من الحكم. إلى أن سقطت الدولة العثمانية عام 1922 على يد مصطفى كمال أتاتورك وبرزت تركيا من بين أطلال هذه الدولة.

## العالم الإسلامي اليوم
خضعت معظم أنحاء العالم الإسلامي للاحتلال الأوروبي، ثم بدأت تستقل بالتدريج. ويوجد اليوم 56 دولة تجمعها منظمة المؤتمر الإسلامي، وتوجد تجمعات إسلامية كبيرة في الهند والصين. كما يوجد بعض الدول التي يمكن اعتبارها إسلامية وليست عضوا في منظمة المؤتمر الإسلامي، مثل البوسنة والهرسك، وإريتريا. اختفى لقب الخلافة الإسلامية بسقوط الدولة العثمانية، وبانتهاء حكمها تقسمت الأقاليم والدول الإسلامية إلى دول ودويلات مستقلة وتغير نظام الحكم فيها إلى الملكية والجمهورية.

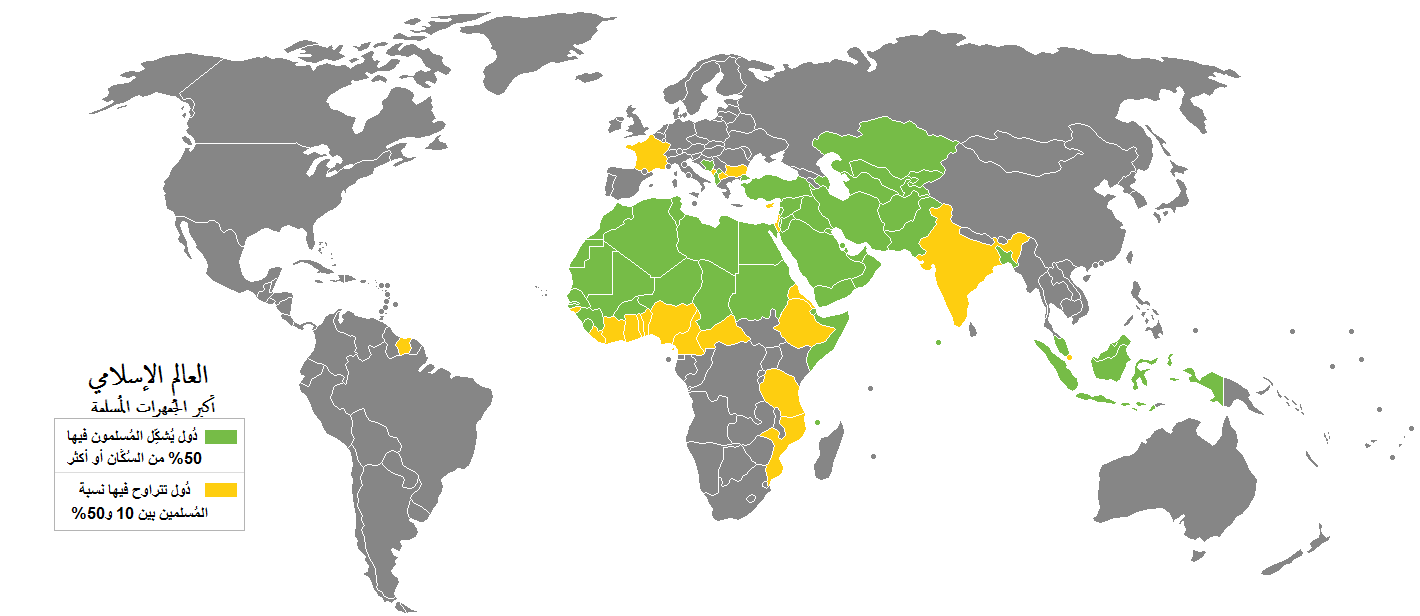
خريطة توضح امتداد العالم الإسلامي، بدأت الدعوة الإسلامية بمحمد وانتشرت لتعم كل هذه الجهات.